# 棲雲寺
棲雲寺（せいうんじ・栖雲寺）は、山梨県甲州市大和町木賊にある寺院。臨済宗建長寺派寺院で、山号は天目山、本尊は釈迦如来。創建時には護国禅寺と称した。県指定名勝である。また、裏山の斜面には庭園が存在する。

## 概要
棲雲寺は、天目山山中の標高約1,050mの日川渓谷の上流左岸にある。日川渓谷のさらに4.6kmほど下流の田野には、曹洞宗寺院の天童山景徳院がある。
南北朝時代の貞和4年/正平3年（1348年）、開基業海本浄（ごうかいほんじょう、通称ごっかい、1284-1352年）は、当時木賊山と呼ばれていたこの山を訪れた。業海は文保2年（1318年）に、仲間5人と元に渡り、天目山において普応国師中峰明本（ちゅうほうみんぱん、1263-1323年）から教えを受け、印可を授かって、嘉暦元年（1326年）に帰国した。その後、師の教えを実践させる、修行の場に相応しい地を求めて、20年以上にわたって諸国を旅して、木賊山が天目山を髣髴とさせる景勝地であるとして、この地に天目山護国禅寺を創建した。
業海は、当時一世を風靡した、夢窓疎石の一派を強く批判し、岩窟に普応国師像を安置し、樹下で座禅を組み、地元の住民とはほとんど交わらず、牛に使いをさせた（『本朝高僧伝』）という伝説を残している。業海は4年後に没するが、その後は、甲斐守護・武田氏の庇護を受けて栄え、木賊山もいつしか「天目山」と呼ばれるようになり、兵庫県丹波市にある瑞巌山高源寺（開基の遠谿祖雄（遠渓祖雄）は業海本浄とともに元に渡った1人）とともに、「東天目」「西天目」と併称された。
応永23年（1416年）、上杉禅秀の乱に加担したとして、室町幕府の討伐を受けた、甲斐守護武田信満がこの山中で自害した。信満の遺骸はこの寺に運ばれて葬られたとされ、棲雲寺には信満の宝篋印塔や、ともに自害した家臣達の五輪塔が存在している。武田信玄も軍旗・軍配・陣中鏡を同寺に奉納したと伝えられている。
戦国時代末期に、武田氏を滅ぼした徳川家康も、天正11年4月30日（1583年6月20日）の日付で、この寺に約3貫文の寺領保障と、3ヶ条の禁制を発している。また、寛永20年（1643年）には、家康の孫で江戸幕府3代将軍徳川家光からの寺領安堵の朱印状が発給されている。正徳6年（1716年）の検地帳による朱印地は約20石であったとされている。
業海本浄禅師書『甲斐国社記寺記』

## 沿革
- 貞和4年（1348年） - 業海本浄を開山として創建された
- 延文4年（1359年） - 沙弥道金により銅鐘が鋳造されたと伝えられている
- 応永24年（1417年） - 甲斐守護武田家13代当主武田信満が天目山で自害、後に当寺に葬られる
- 天正11年（1583年） - 徳川家康は3貫文の寺領保障と3ヶ条の禁制を発した
- 文禄元年（1592年） - 伽藍は織田家の兵火により焼失したが、この年、庫裡が再建された
- 平成22年（2010年） - 「虚空蔵菩薩」ニューヨーク・メトロポリタン美術館の企画展に出品
- 平成28年（2016年）10月2日 - 「天目山棲雲寺 武田信満公 六百年遠諱」法要が執り行われた

## 伽藍
- 本堂
- 庫裡
- 山王神社本殿
- 銅鐘
- 傳灯庵
- 石庭会館
- 天目区集会所

## 文化財

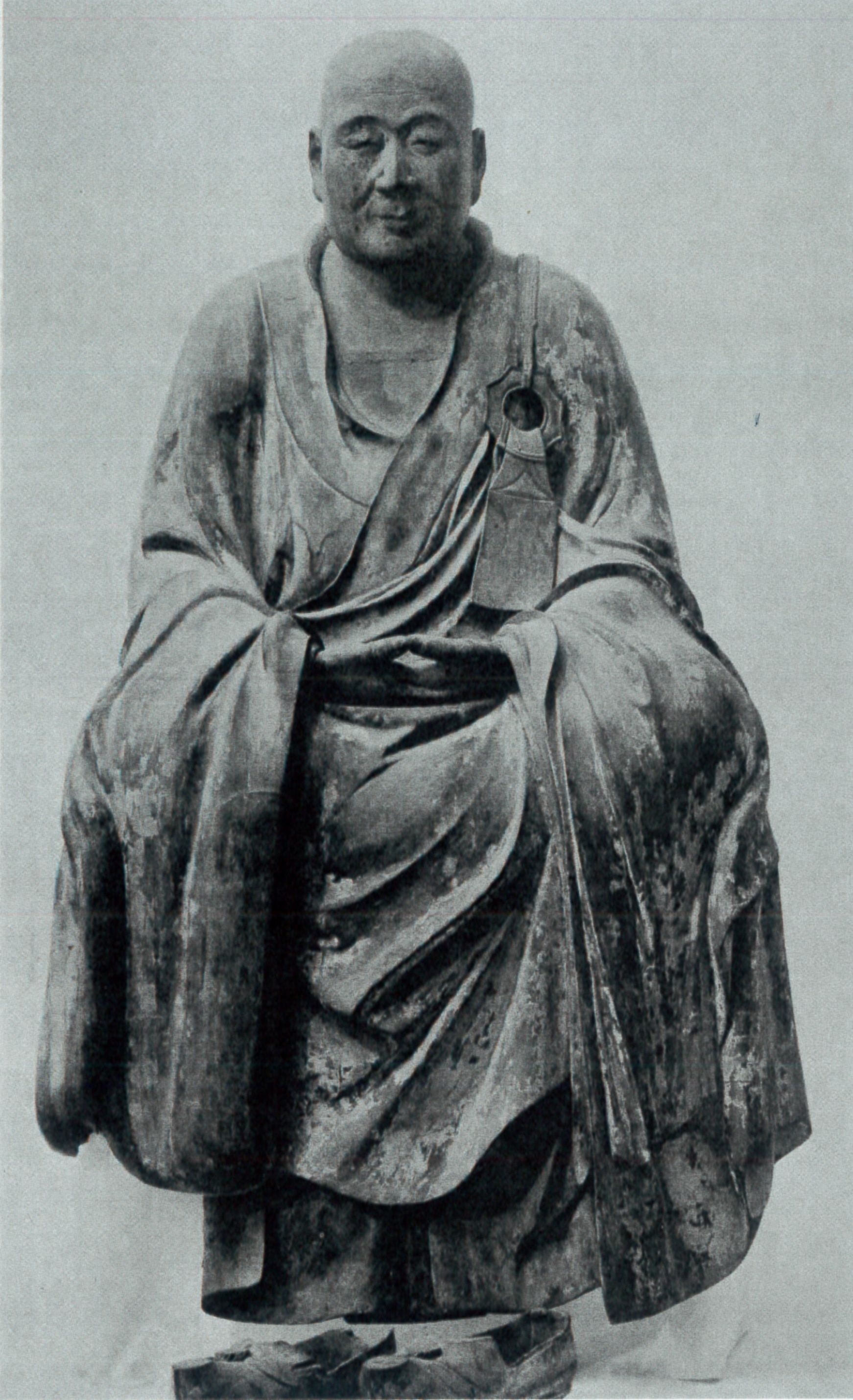
重要文化財（国指定）の普応国師坐像

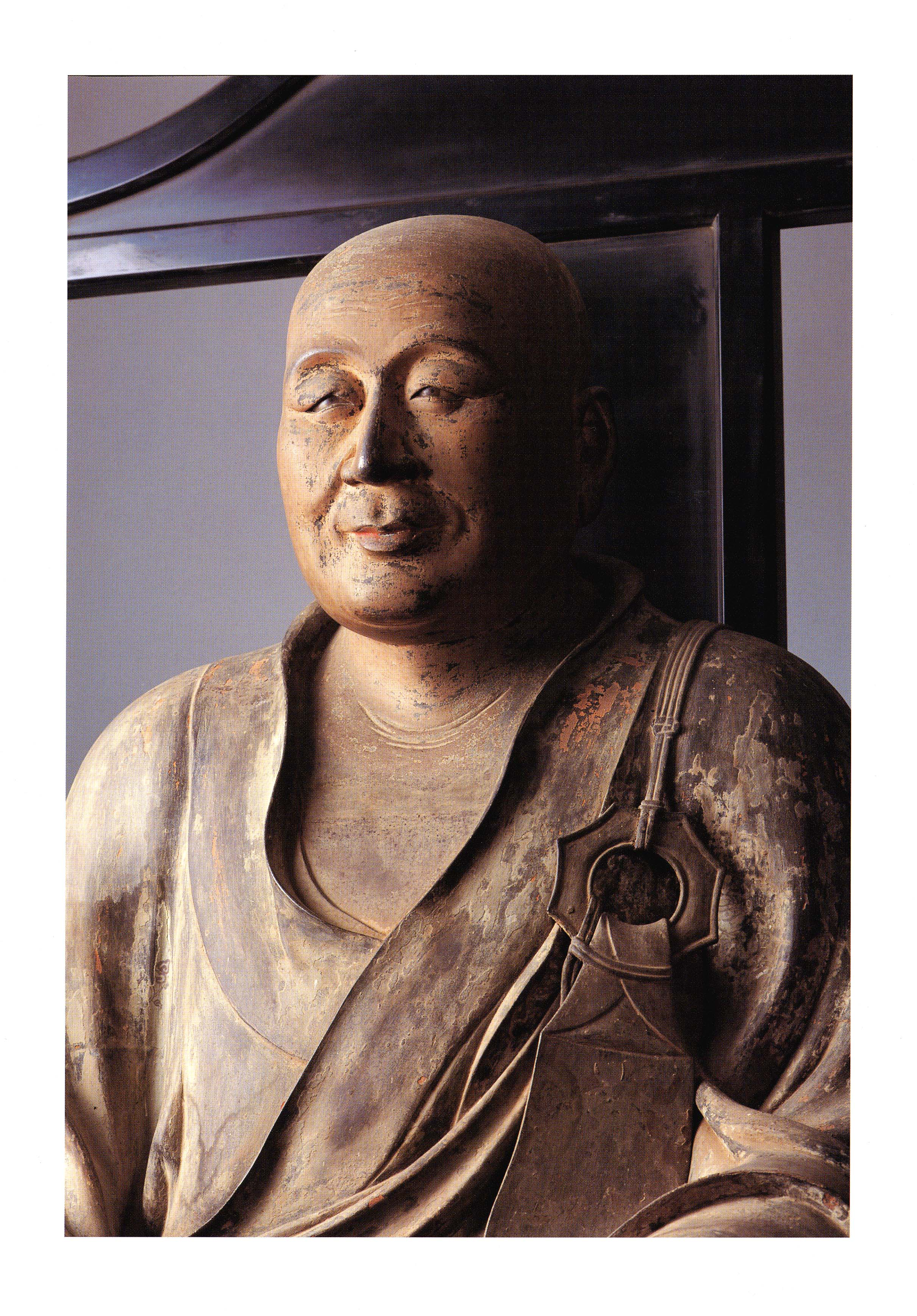
重要文化財（国指定）の普応国師坐像

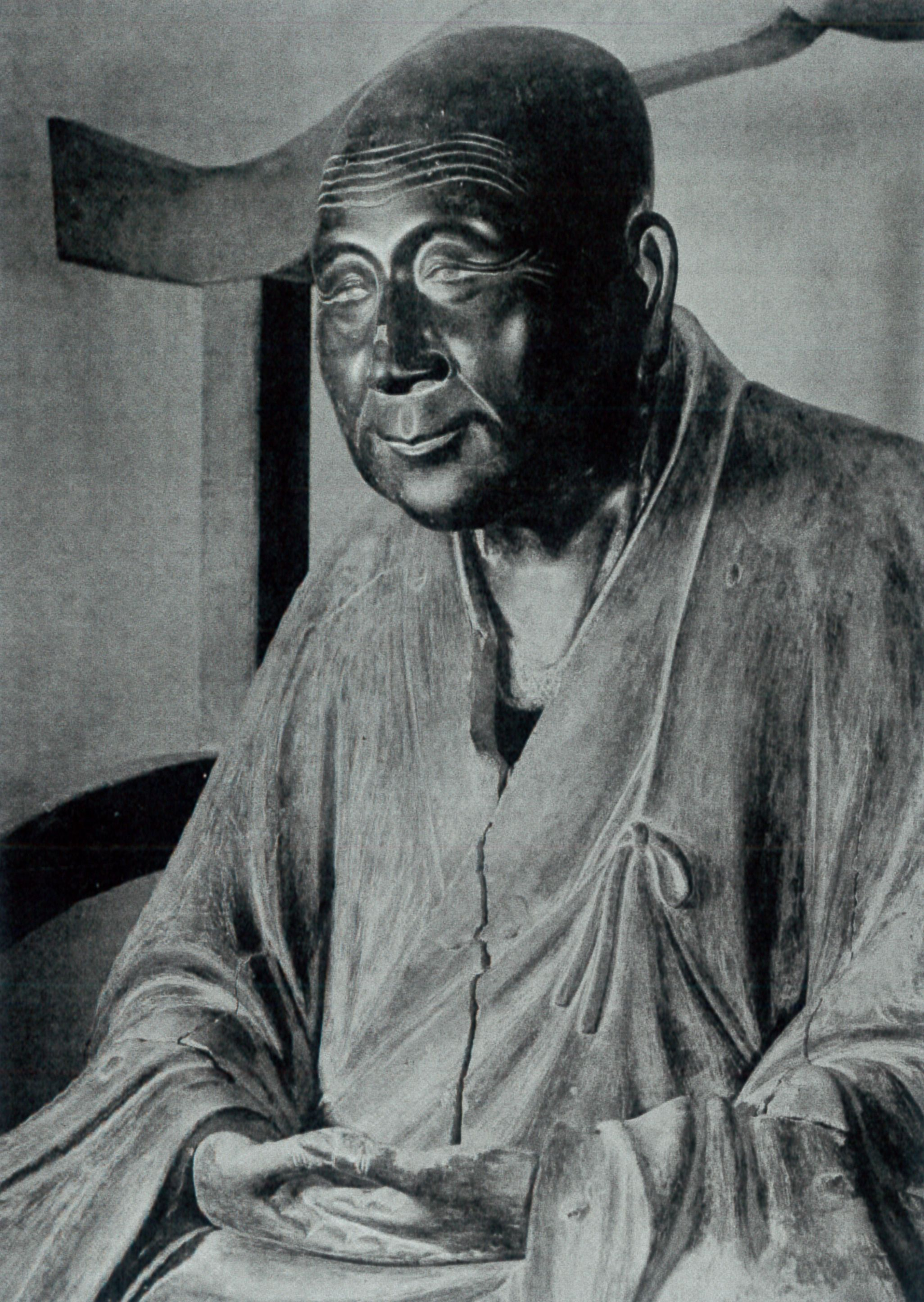
県指定有形文化財の業海本浄和尚坐像

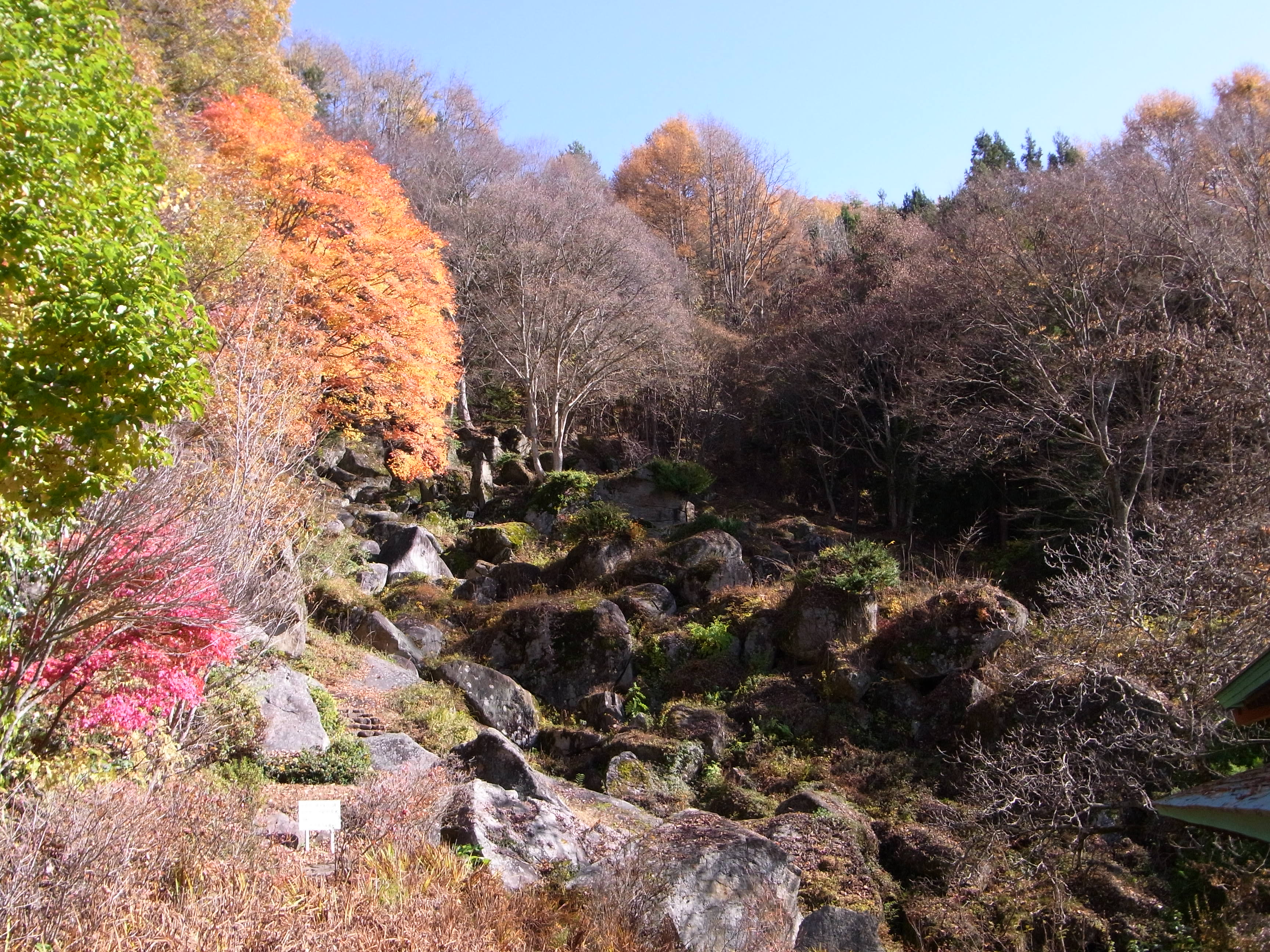
県指定有形文化財の庭園（石庭）

### 重要文化財（国指定）
- 木造普応国師坐像 - 昭和46年6月22日指定

普応国師は、中国元の時代の高僧で、臨済宗幻住派の祖中峰明本である。孤高の隠遁者として知られ、日本からも多くの禅僧が彼の元に参じて教えを受けて帰朝しているが、天目山棲雲寺の開山業海本浄もその一人である。きわめてきびしい禅風で知られ、この期のわが国の禅林に影響を与えた。木造普応国師座像は、剃髪し、衣の上に袈裟をつけ、腹前で禅定印を結んで座した頂相彫刻である。座高82.5cm、檜材の寄木造り、玉眼を入れた彩色像であるが、現在はほとんど表面の彩色は剥落している。像内首枘に朱書の銘があり、文和2年（1353年）に、仏師法眼院広と法橋院遵によって造像されたことが分かる。院広と院遵は、棲雲寺本尊の釈迦如来坐像の作者でもある。

### 県指定有形文化財
- 木造業海本浄和尚坐像（彫刻） - 昭和35年11月7日指定

業海は、文保2年（1318年）元に渡り、杭州天目山で普応国師に師事、帰国後天目山棲雲時を開いた。棲雲寺を「東天目」とも呼ぶが、これは、業海とともに帰朝した遠谿祖雄が開いた丹波佐治の瑞岩山高源寺を「西天目」というのに対する呼称である。業海は山中にこもり、師の隠遁的性格と禅浄一致の思想を受け、日夜きびしい座禅修行の生活を送っていたが、文和元年（1352年）7月27日に示寂する。業海本浄和尚座像は、普応国師座像と同じく寄木造りの彩色頂相彫刻である。座高は61.0cmで、その首枘内面に「将軍家大仏師 伯老法眼慶」文和二年葵巳十一」との墨書が認められ、この座像が業海示寂直後の時期に造られたものであることが分かる。
- 木造釈迦如来坐像（彫刻 本尊） - 昭和46年4月8日指定

木造釈迦如来坐像は、宝冠釈迦（華厳釈迦）如来坐像である。一般の如来像は、宝冠など頭上にかぶらず、一切の装身具を付けず、納衣に身を包むのみの出家姿で表されるが、宝冠釈迦如来像は、宝冠や胸飾りを付けて一見菩薩像と見紛う姿である。宝冠の釈迦は、中世以来禅宗寺院に本尊として安置されていることが多い。檜材の寄木造り、玉眼入れた彩色像で、像高は62.0cm、宝冠をかぶり、納衣をまとい、腹前で禅定印を結んだ姿であるが、その体部の構造が特殊な技法によって造僧されており、院派仏師の作であることが知れる。
- 絹本著色十字架捧持マニ像　一幅（美術工芸品） - 平成25年7月11日指定

絹本着色。寸法は縦153.3cm、横58.7cm。中国・元代（13世紀・14世紀）の作。山梨県立博物館に寄託。
六角形の豪華な多重蓮華座に刺し、頭光・身光を具備した独尊像が描かれる。像の上位には天蓋を頂く。左右の肩に髪を数条ずつ垂らし、薄紫色の内衣の上に金・赤で縁取りされた白色の外衣をまとう。外衣の両脇と両膝の四カ所には方形の書き判があり、方形の枠内には宝冠をかぶった人物の頭部が描かれている。両手は胸前に置かれ、右手を施無畏印状に構え、左手に十字架を捧げる。肉身部の丁寧な描写や、着衣の襞（ひだ）や起伏を表す暈取り（くまどり）、金泥を多用した華やかな表現、絵絹の組織など中国・元代仏画の特徴を備えている。
本図の箱書きには虚空蔵菩薩像とあることから長い間虚空蔵菩薩像であるとされてきた。郷土史研究家の間では晴信の自画像ではないかともささやかれたが、前述の特徴によりそれは有り得ない。2013年には後述の新説を受けて「十字架捧持マニ像」の名で山梨県指定文化財となった。伝来については、棲雲寺開山の業海本浄による元からの請来や、当寺で没したキリシタン大名の有馬晴信の所持品とする説がある。業海本浄が十字架を持った本図を持ち込む必然性は薄いと考えられ、後者の説の方が有力である。
一見すると仏画にしか見えない本像だが、持物に十字架が描かれているなど仏画とは異なる表現がされていることから、尊格については諸説がある。持物が中国風に変形したギリシャ十字であることから、江南地方で流布されていたネストリウス派キリスト教（景教）の聖像とする説。あるいは、金色と赤の縁取りがある白い上衣を羽織り、胸と膝の両側あたりに人物の上半身を描いた判子型の装飾はマニ教神話の「光の乙女」の頭部を表しているが、これらの装飾はマニ教聖職者がまとう衣の特徴で、マニ教の聖像にも用いられること、更にこうした特徴が大和文華館所蔵のマニ教絵画や泉州・草庵の摩尼光仏と共通することから、マニ教の教主・マニかマニ教におけるイエス像とする説がある。この頃の江南ではいくつかの外来宗教が、仏教・道教らと混交しながらも信仰の存続を図っていたらしく、外形から判断するのは難しい。現時点では、元代に勢力のあった景教がわざわざ仏画に似せた像を作るとは想定しがたく、景教にイエスの肖像を描く習慣があったかどうかも不明な反面、迫害を受けたマニ教には仏画に擬態する蓋然性があり、マニ教においてもイエスは礼拝の対象になっていることから、本図はマニ教におけるイエス像とするのが有力である。本作品の再認識をきっかけに、日本においてマニ教絵画が相次いで発見され新たな研究のきっかけになった。
- 棲雲寺宝篋印塔（建築物） - 昭和33年6月19日指定

塔身は無地で、関東様式のように輪郭を巻かず、正面に「普同塔」とあり、背面に「文和癸巳歳 自恣日建立」と刻まれている。癸巳歳は文和2年（1353年）である。石質は石英閃緑岩で、総高1.84mである。甲斐には珍しい関西様式の宝篋印塔であり、鎌倉末期の特徴を示す貴重な遺構である。なお、「普同塔」は、禅宗寺院にあって衆僧の遺骨を埋め、その上に建てる塔婆のことで「海会塔」ともいう。
- 棲雲寺開山宝篋印塔（建築物） - 昭和47年1月27日指定

観応3年（1352年）7月の在銘のこの「開山塔」は、業海の法嗣同寺第2世住持無二之元によって造立されたものと推定される。石質は石英安山岩で、現高は1.45mである。この開山塔は、総じて関東様式宝篋印塔の一変形である。関西・関東と、様式を異にする県下最古といえる在銘遺構の2基並存は貴重である。
- 銅鐘（工芸品） - 昭和34年2月9日指定

この鐘は、中世期に造られた鐘で、久遠寺鐘（身延町）・廣巌院鐘（一宮町）・放光寺鐘（甲州市）・永昌院鐘（山梨市）とともに「甲斐五鐘」の一つに数えられる鐘である。「池の間」に刻まれた銘文によって、棲雲寺が開かれた貞和4年（1348年）からわずか11年後の延文4年（1359年）、大工の沙弥道金によって造られた。銘文に「壇那沙弥道林幹縁比丘之元」とあり、この壇弥（寄進者）道林は、武田家中興の祖といわれる伊豆守信武の法名と考えられ、棲雲寺第2世住持無二之元の幹縁によって造られた。なお、この鐘は陣鐘として使用されたという伝承がある。
- 棲雲寺庭園（名勝） - 昭和54年3月31日指定

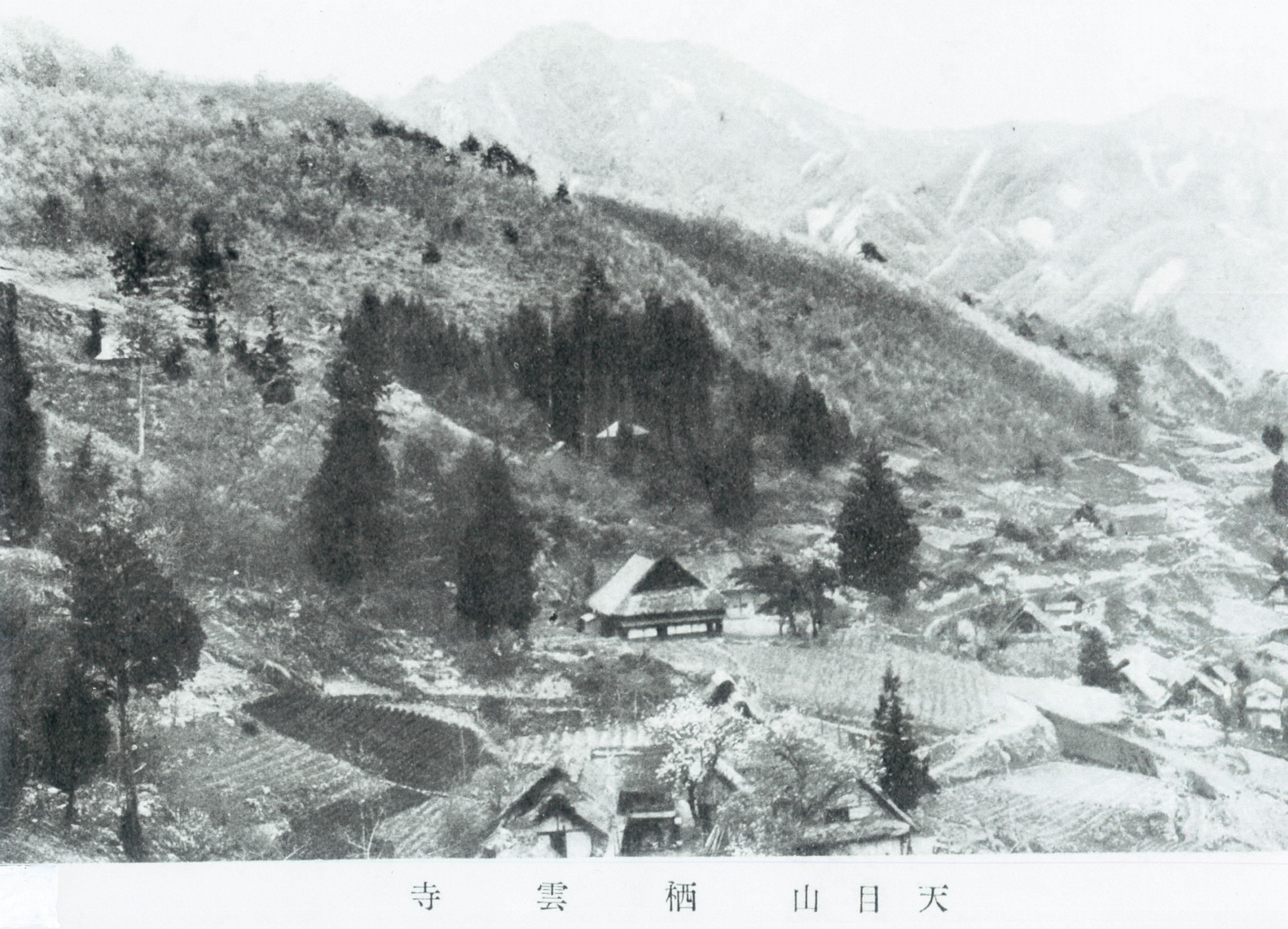
昭和初期の天目山棲雲寺全景

庭園は庫裡裏手の急斜面にある花崗閃緑岩の1.413ヘクタールの地域で、谷間の地形に沿うように巨岩が重なり合って築庭されている。開山業海の作庭と伝承され、諸石に刻まれた年号によって傍証される。業海自身、なだれのごとく石の群が押し寄せる景観の重厚さ、神秘さに心打たれ、この地を修行の場としての精舎の地に決めたに相違なく、決して単なる庭園ではなく、座禅修行の境地としての意味を兼ね備えた神聖な地であり、他に類例を見ない日本的禅庭である。巨岩に刻まれた「霊石泉」の文字と、両側の年紀と石工名の拓影、「道石之を刻む」とあり、文和2年（1353年）道石によって陰刻された。
大原考治翁「天目山栖雲寺石庭復元」
- 地蔵菩薩磨崖仏（彫刻） - 昭和43年12月12日指定

摩崖仏とは、露出した岩面に彫った石仏である。肉彫りもあり、線刻もある。インドや中国では摩崖仏は多く、日本では、臼杵や大谷、奈良県下山中の摩崖仏などが著名であるが、摩崖仏の数は他の単独石仏に比べて少ない。庫裡東方に摩崖仏が2体確認される、この地蔵菩薩摩崖仏はその内の1体である。巨岩に刻まれた線刻像（僧高70cm）である。風化しやすい硬質の花崗閃緑岩の岸壁に彫られたこの像が、よく600年の風雪に耐え得たものである。この時期の地蔵菩薩摩崖仏の彫像は、わが国地蔵信仰の先駆的な意義を持ち、県下でも希有であり、制作年代も県下最古と考えられ、石造美術史上高く評価される。
- 文殊菩薩磨崖仏（彫刻） - 昭和52年3月31日指定

地蔵菩薩像と同じく、開山業海本浄の作と伝えられ、横幅4.5m、高さ3.0mの巨大な花崗閃緑岩の垂直な岸壁に線刻に近い薄彫りで刻まれている。総高90cm、衣端70cm、円相の頭光背の径40cmである。文殊菩薩は知恵第一であるばかりでなく、その知恵は童子のごとく清純にして執着なき素性示すといわれ、その姿を童子形に造ることが多い。本像はまさにその「稚児文殊」を思わせる。半ば左方に面を向けて彫り出された稚児文殊の姿は、美術的価値高い摩崖仏である。
- 棲雲寺庫裏（建造物） - 平成7年6月22日指定

棲雲寺の伽藍は、織田軍の兵火によって全焼、庫裡もその時焼失、その後、文禄元年（1592年）再建されたと、「殿堂再建次第」に伝えられている。庫裡は、平成8年（1996年）から平成13年（2001年）にかけて解体復原工事が行われ、旧に復して面目を一新した。本堂の東側に南面して建つ庫裡の規模は、桁行8間、梁間5間、単層入母屋造り、銅板葺である。庫裡の建立は、大黒柱を中核として梁組を表した構造や、その他細部にうかがえる古式な手法などから、「再建次第」にいう文禄元年と認められ、県内庫裡中最も古い遺構に属し、甲州民家の原点の建物として貴重である。
附:諸普請作萬覚記録 1冊）
- 白紗地九条袈裟（工芸品） - 平成5年9月6日指定

業海が師中峰本（普応国師）から授けられた伝法衣と伝承される九条袈裟である。形態は中央が狭く、左右の丈が広がった禅宗特有の形状を示し、左端の丈130.0cm、中央部92.0cm、右端の丈108.0cmである。本袈裟は、素朴な形態をとどめて古様を示し、袈裟についた鐶に施された金蒔絵の唐草文様の表現などからして、南北朝時代に鐶と同時期に縫製されたか、あるいは、中国で縫製され、鐶のみ日本で付けられたものだと考えられている。南北朝期までさかのぼるこの九条袈裟が、制作以来数百年後の現在まで、護持されてきたのは奇跡的なことである。
- 開山墓出土常滑甕（考古資料） - 平成19年4月26日指定

宝篋印塔下より破片の状態で出土。常滑焼の蔵骨器で、寸法は高さ68.3cm、底径19.0cm、口径42.3cm、肩部最大径66.2cmである。肩部4カ所には「天」の押捺がある。宝篋印塔（開山塔）の銘にある観応壬辰（観応3年・1352年）は業海の没年にあたることから業海の蔵骨器であると考えられている。

### 市指定有形文化財
- 武田信満の墓（史跡） - 昭和48年10月2日指定
- 棲雲寺本堂（建造物） - 平成9年12月25日指定
- 山王神社本殿（建造物） - 平成5年7月14日指定
- 虚空蔵菩薩画像（絵画） - 昭和57年10月5日指定
- 信玄公軍配（工芸品） - 昭和57年10月5日指定
- 武田軍旗（工芸品） - 昭和57年10月5日指定
- 信玄公陣中鏡（工芸品） - 昭和57年12月10日指定
- 妙智鏡（工芸品） - 昭和58年2月14日指定
- 兎の文鎮（工芸品） - 昭和57年12月10日指定
- 武田二十四将画像（絵画） - 昭和57年12月10日指定
- 水差し（工芸品） - 昭和58年2月14日指定
- 水晶大数珠（工芸品） - 昭和57年12月10日指定
- 竜髭払子（工芸品） - 昭和58年2月14日指定
- 天目茶碗（工芸品） - 昭和58年3月14日指定
- 七宝の香炉（工芸品） - 平成5年7月14日指定
- 業海筆版木（書跡） - 平成5年7月14日指定
- 業海の遺偈（書跡） - 平成5年7月14日指定
- 摩利支天の画像（絵画） - 平成5年7月14日指定
- 天保年間の御札版木（絵画） - 平成5年7月14日指定
- 釈迦の涅槃図（絵画） - 平成5年7月14日指定

### 棲雲寺宝物風入れ展開催
毎年、11月上旬（土・日の二日間）開催、通常には見られない棲雲寺の宝物（仏像、絵画、工芸品など）を、年に一度特別公開する
- 主催 - 天目山棲雲寺
- 後援 - 甲州市教育委員会文化財課
- 会場 - 棲雲寺本堂・傳灯庵・集会所
- 時間 - 午前9時 - 午後3時
- 拝観料 - 大人500円、学生300円

## 関連画像

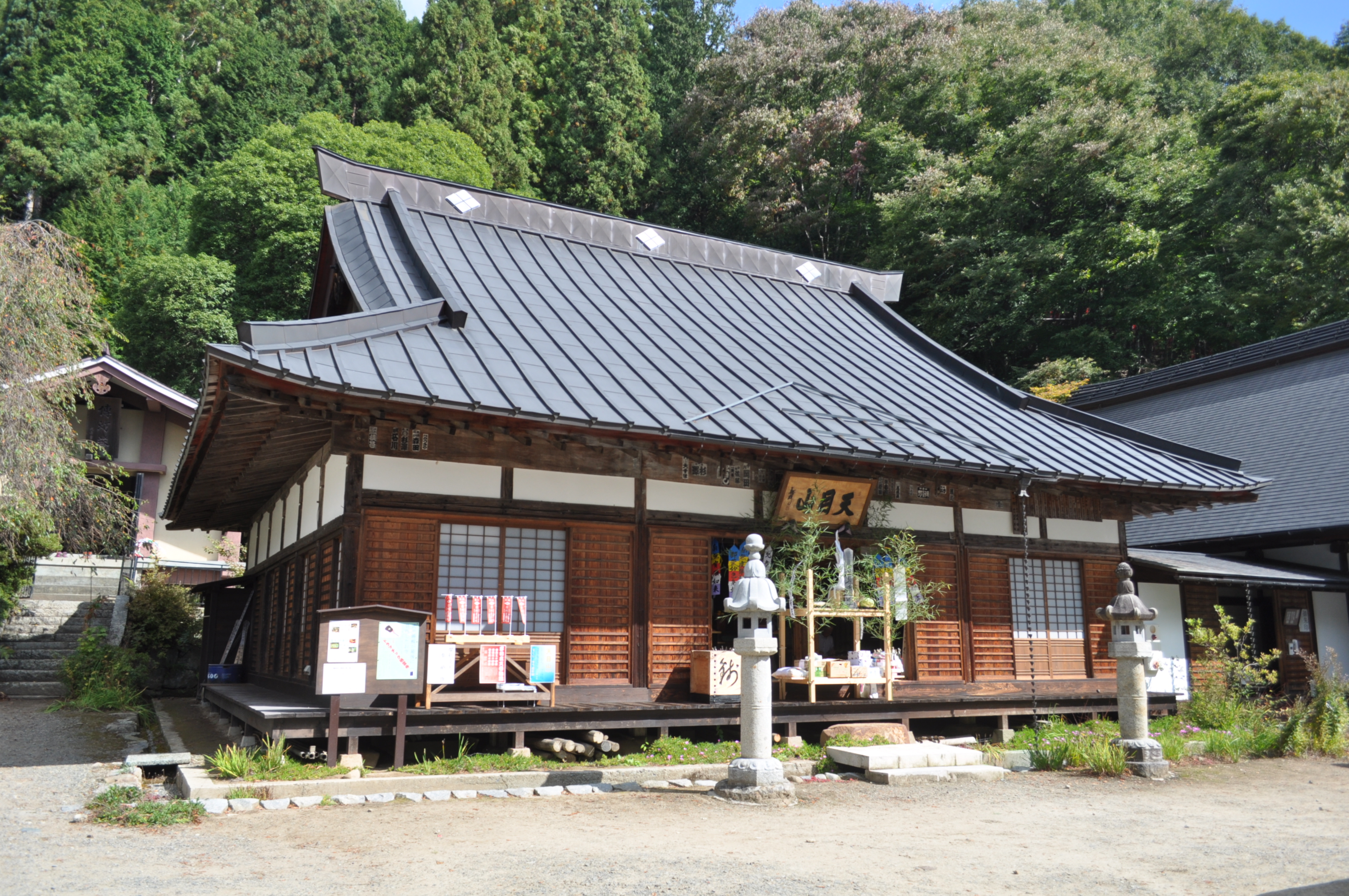
南西側から見た本堂（市指定有形文化財 2017年10月9日撮影）
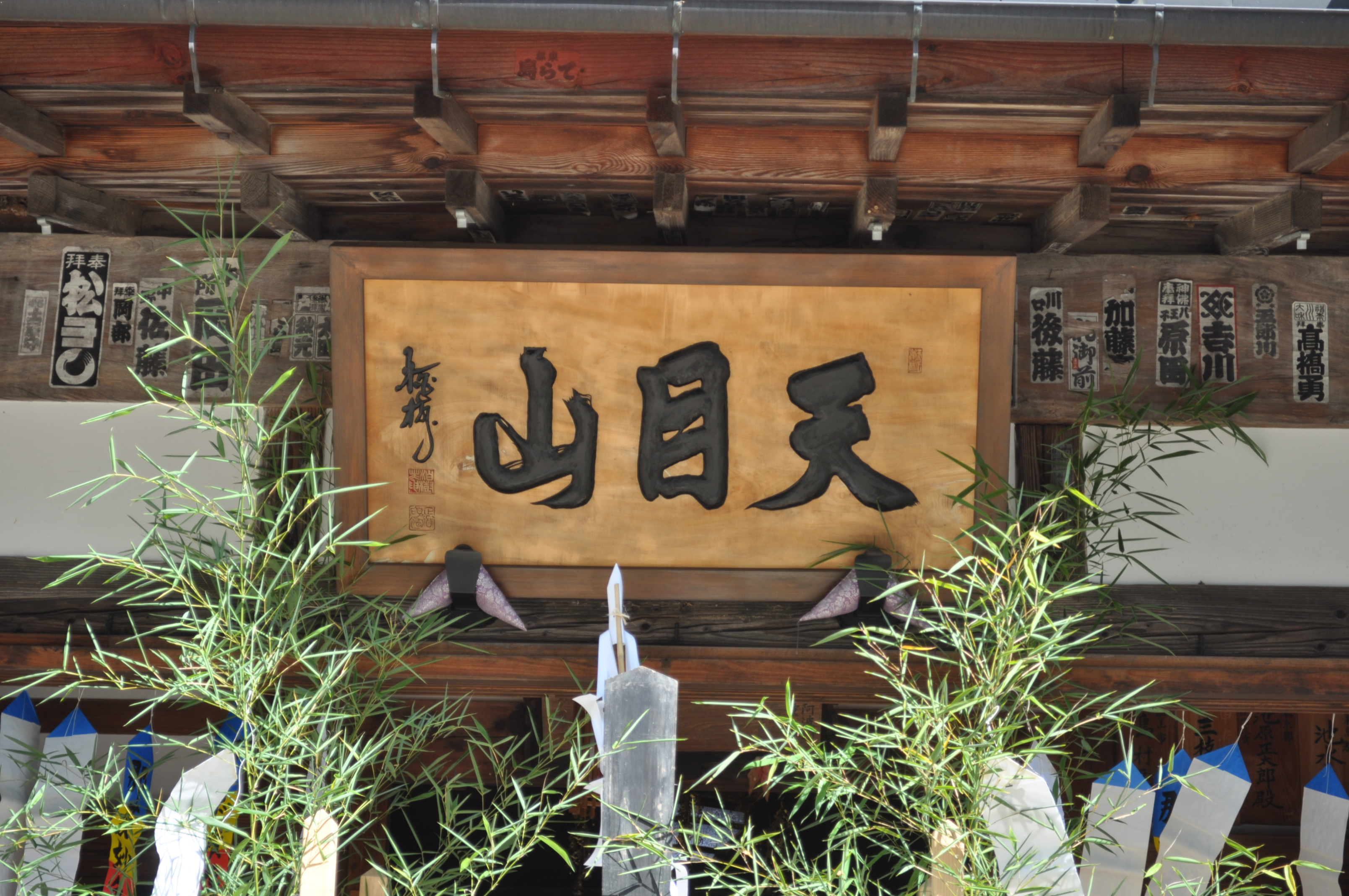
本堂正面（2017年10月9日撮影）
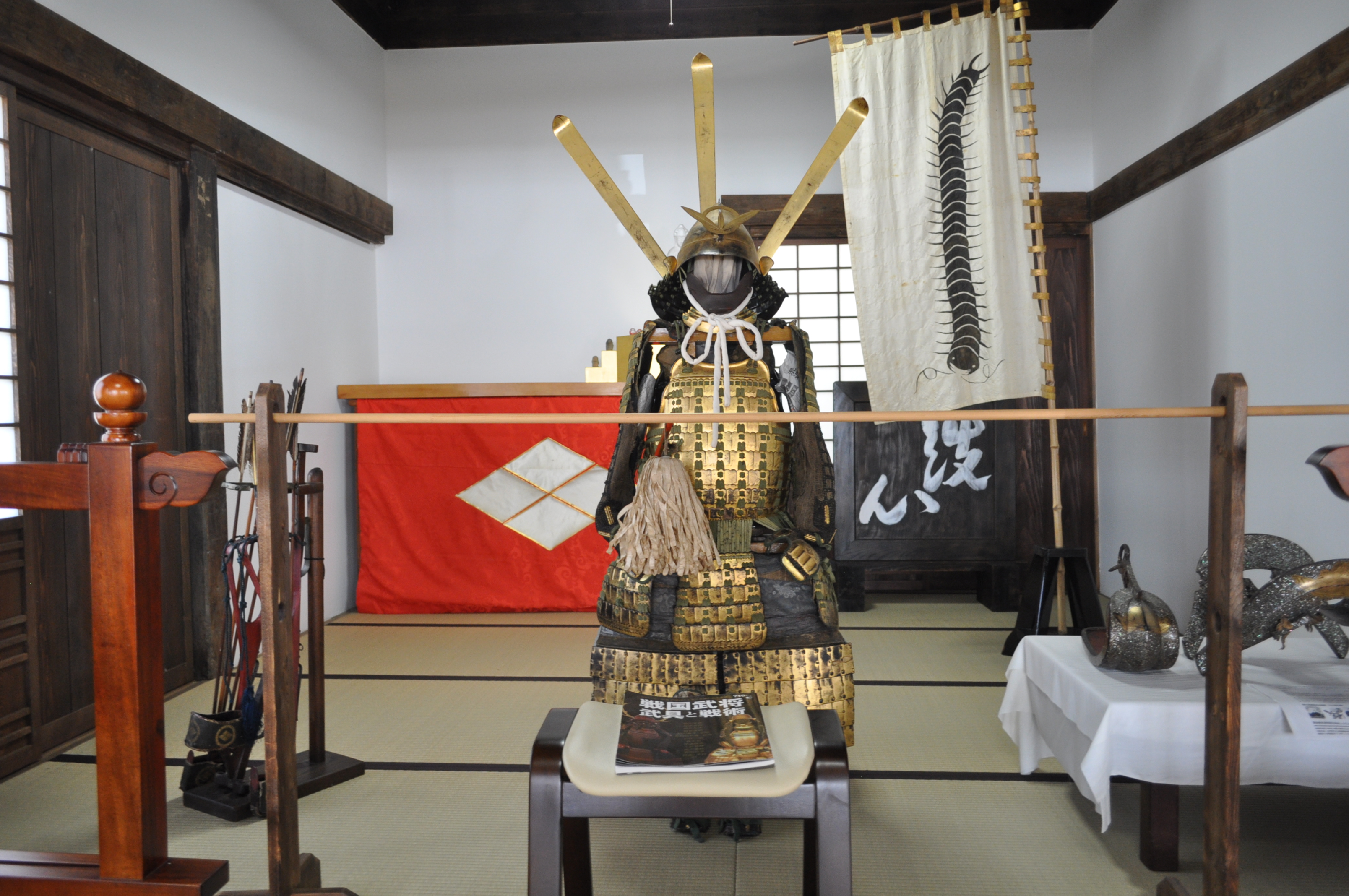
本堂室内の甲冑（宝物風入れ展 2017年10月9日撮影）
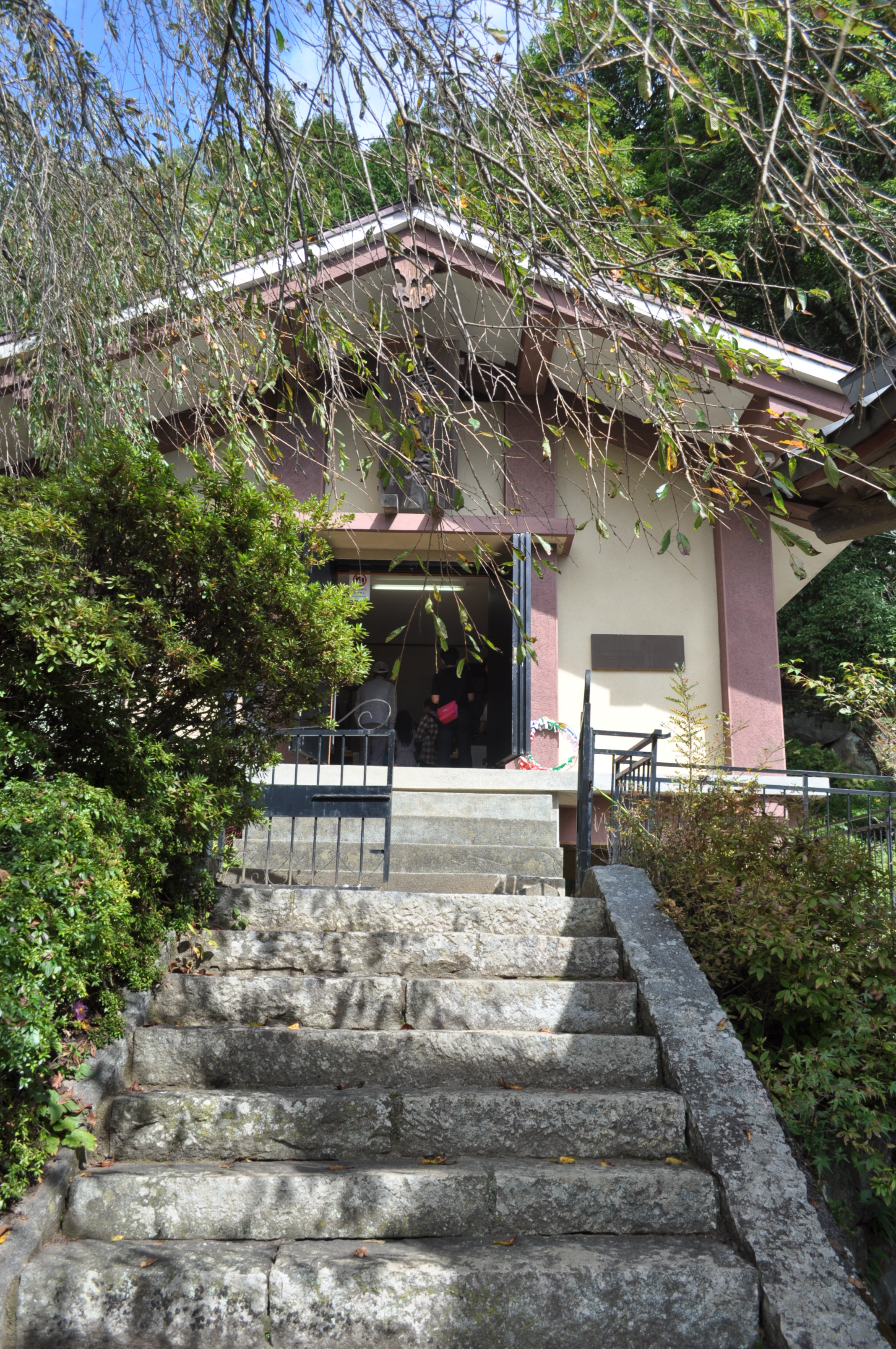
伝灯庵（2017年10月9日撮影）
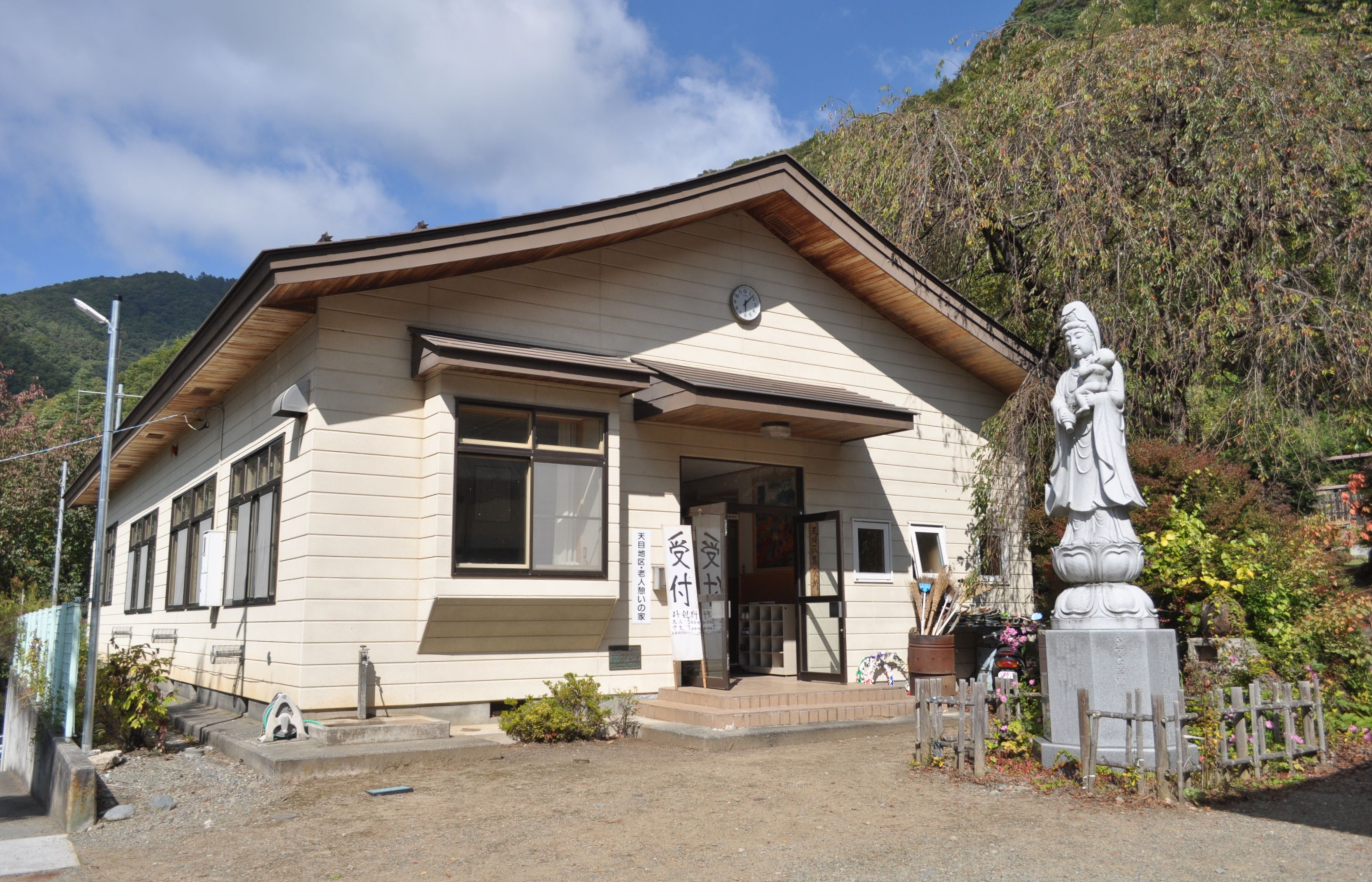
天目区集会所（2017年10月9日撮影）
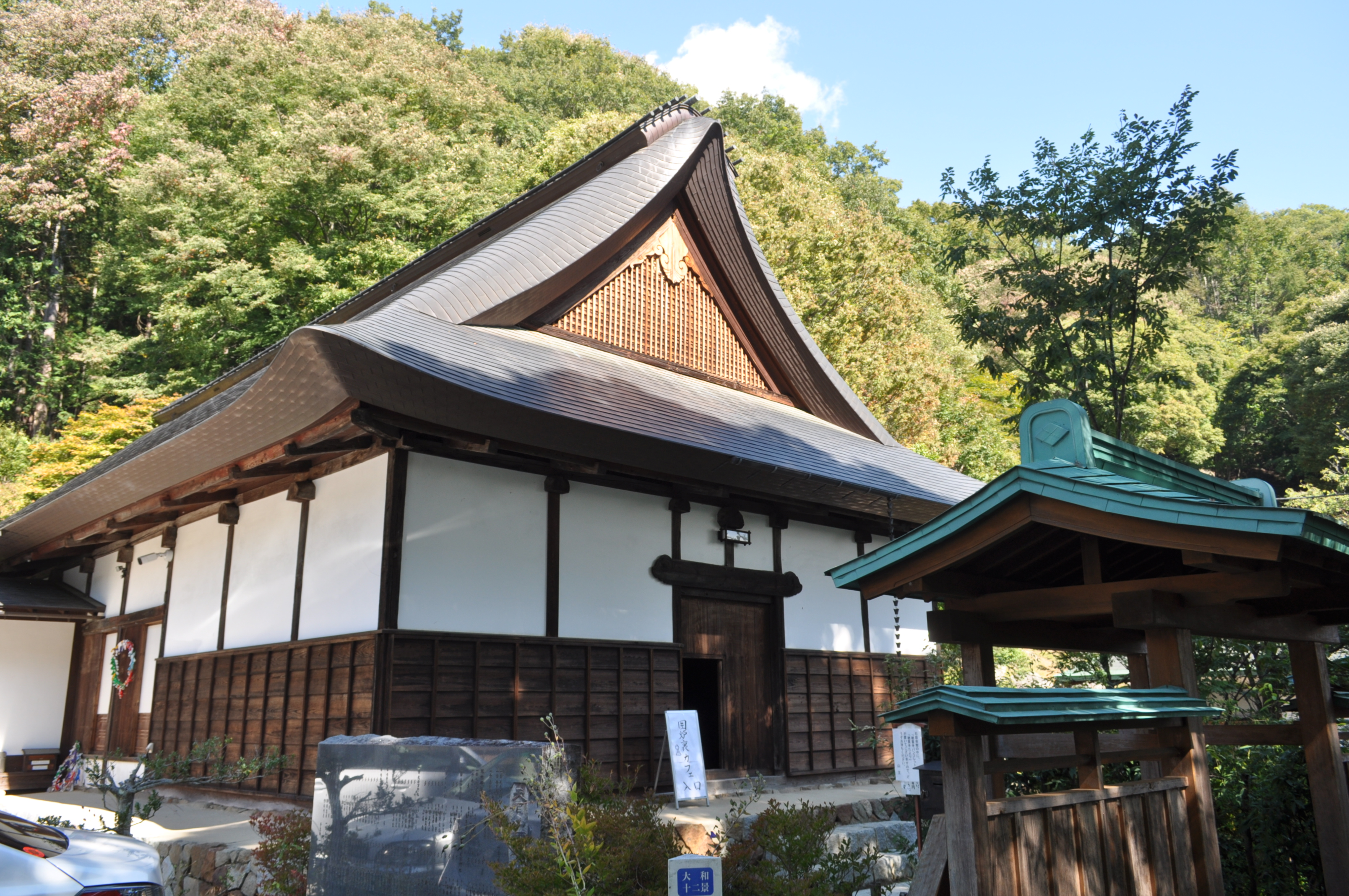
庫裡（県指定有形文化財 2017年10月9日撮影）
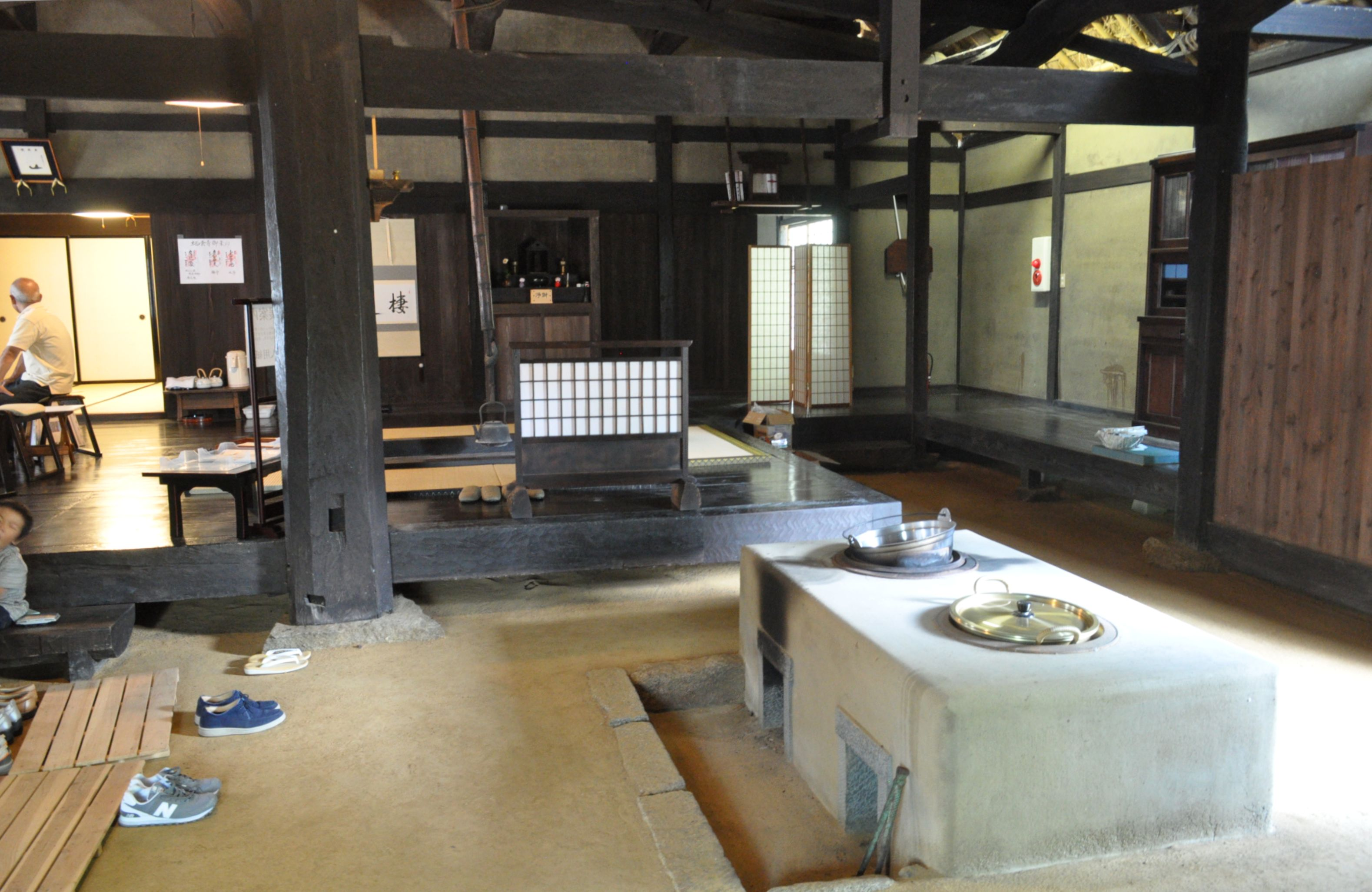
同左、室内（2017年10月9日撮影）
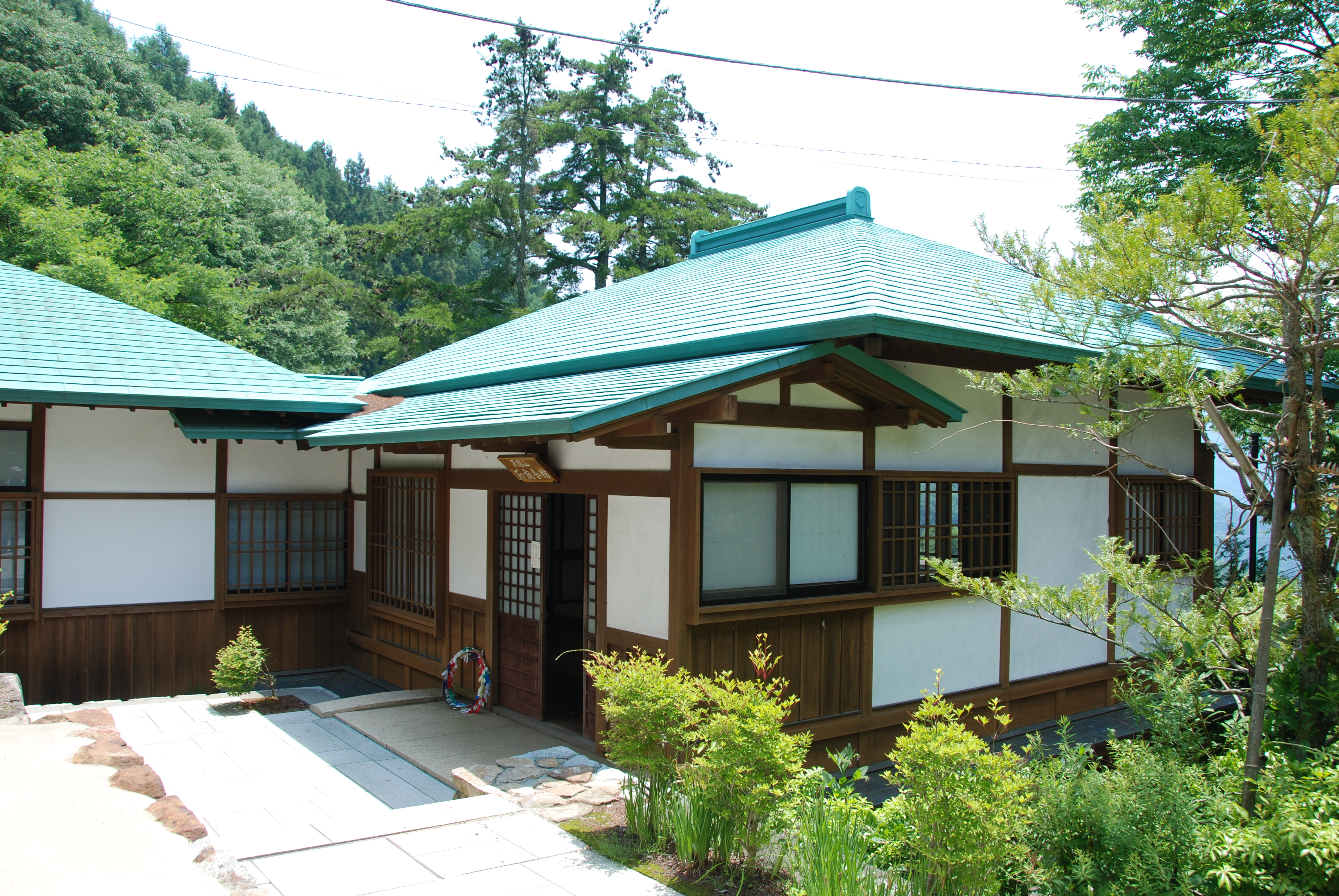
石庭会館
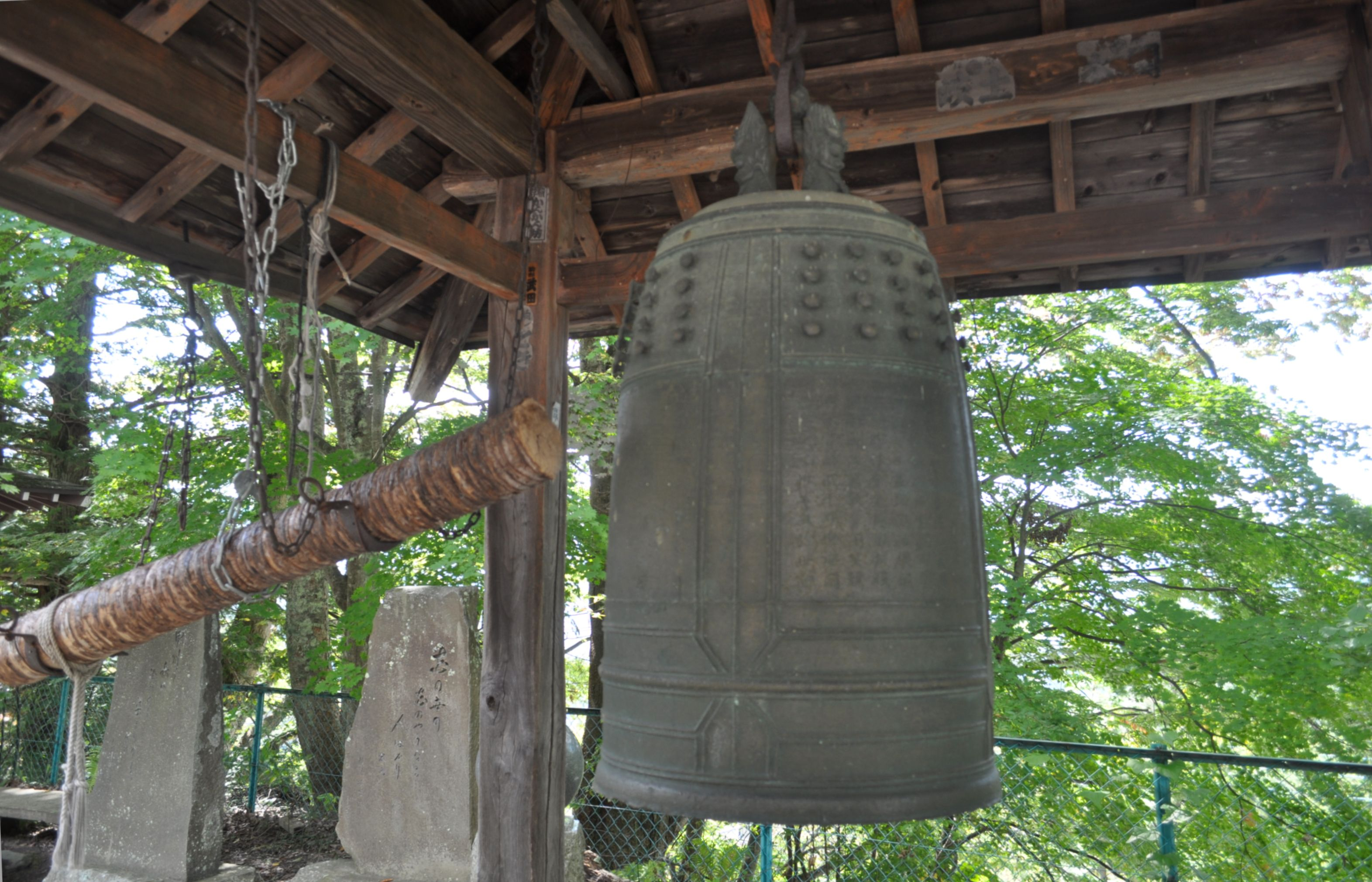
「甲斐の五鐘」の一つの銅鐘（県指定有形文化財 2017年10月9日撮影）
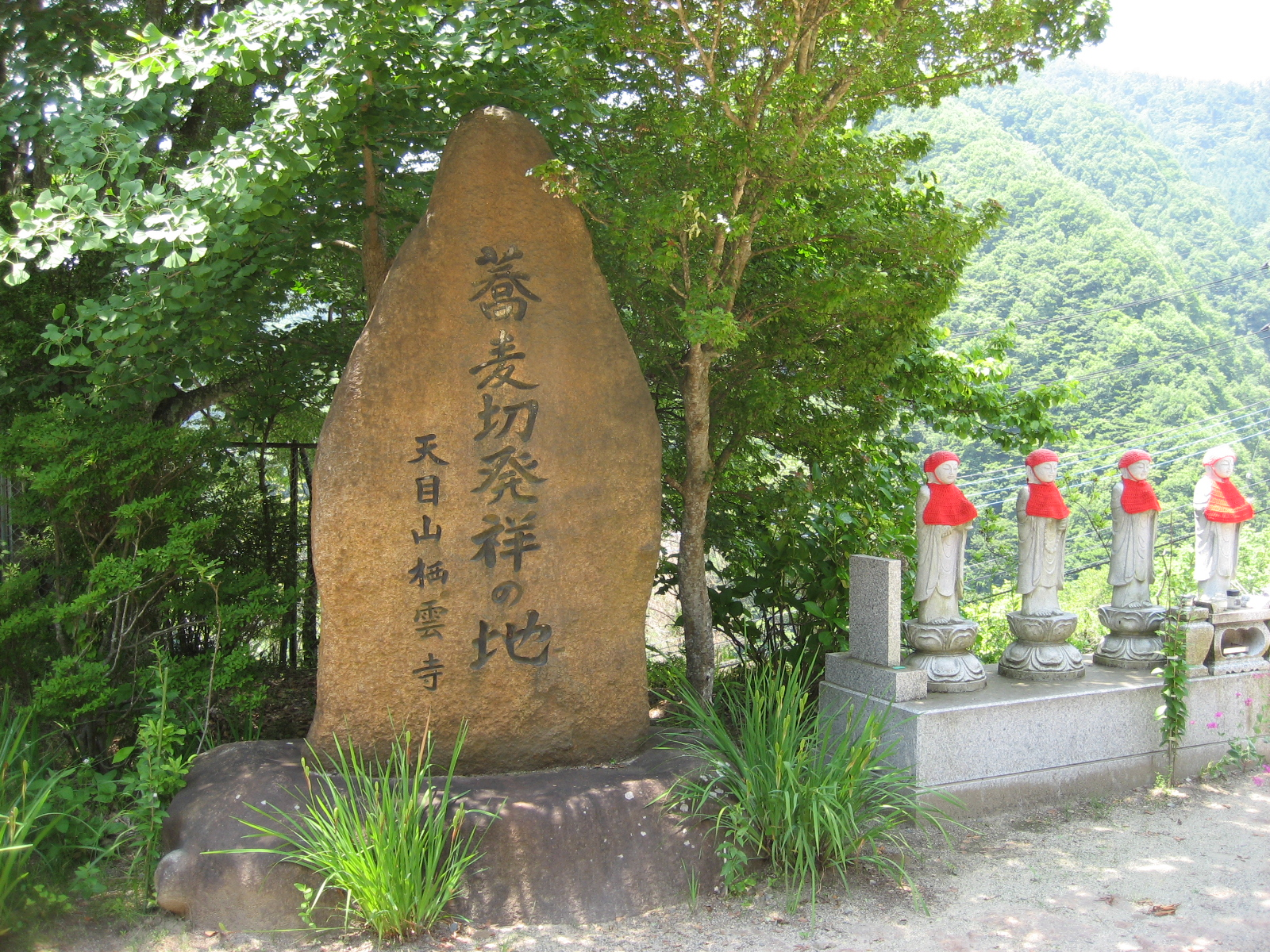
「蕎麦切発祥の地」の石碑
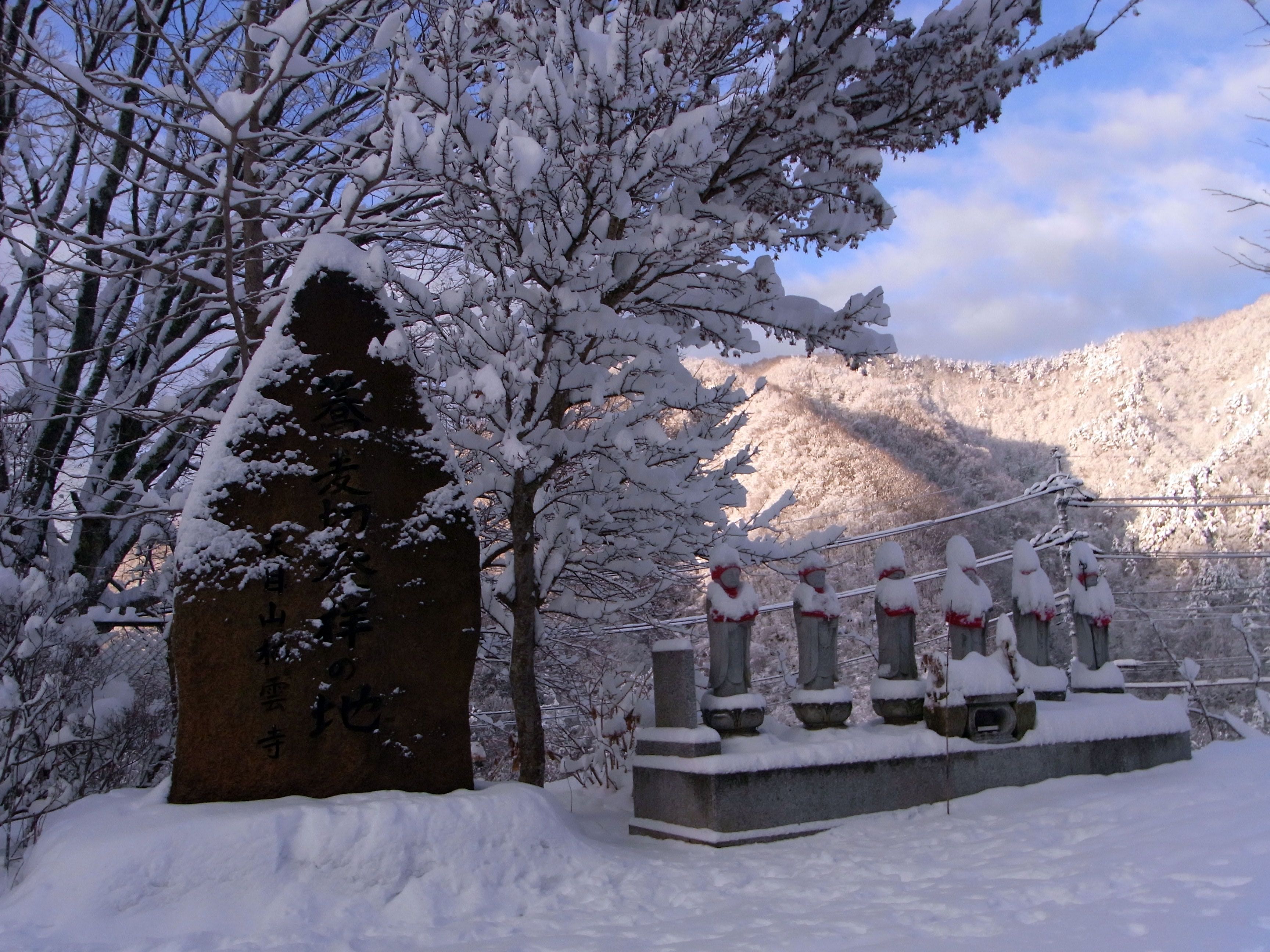
同左、雪景色
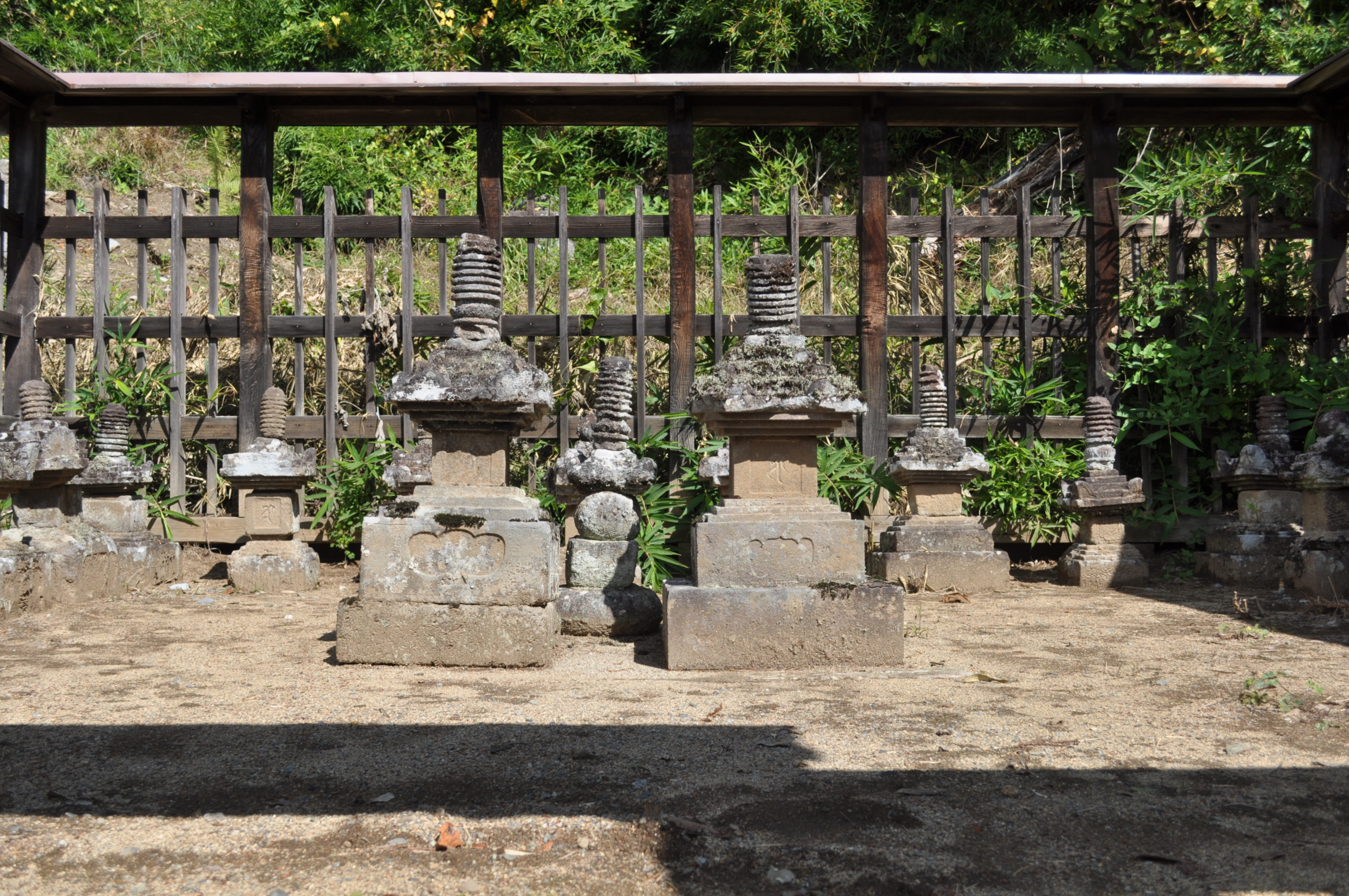
甲斐武田氏第13代当主武田信満の墓（中央右側の宝篋印塔）（市指定史跡 2017年10月9日撮影）
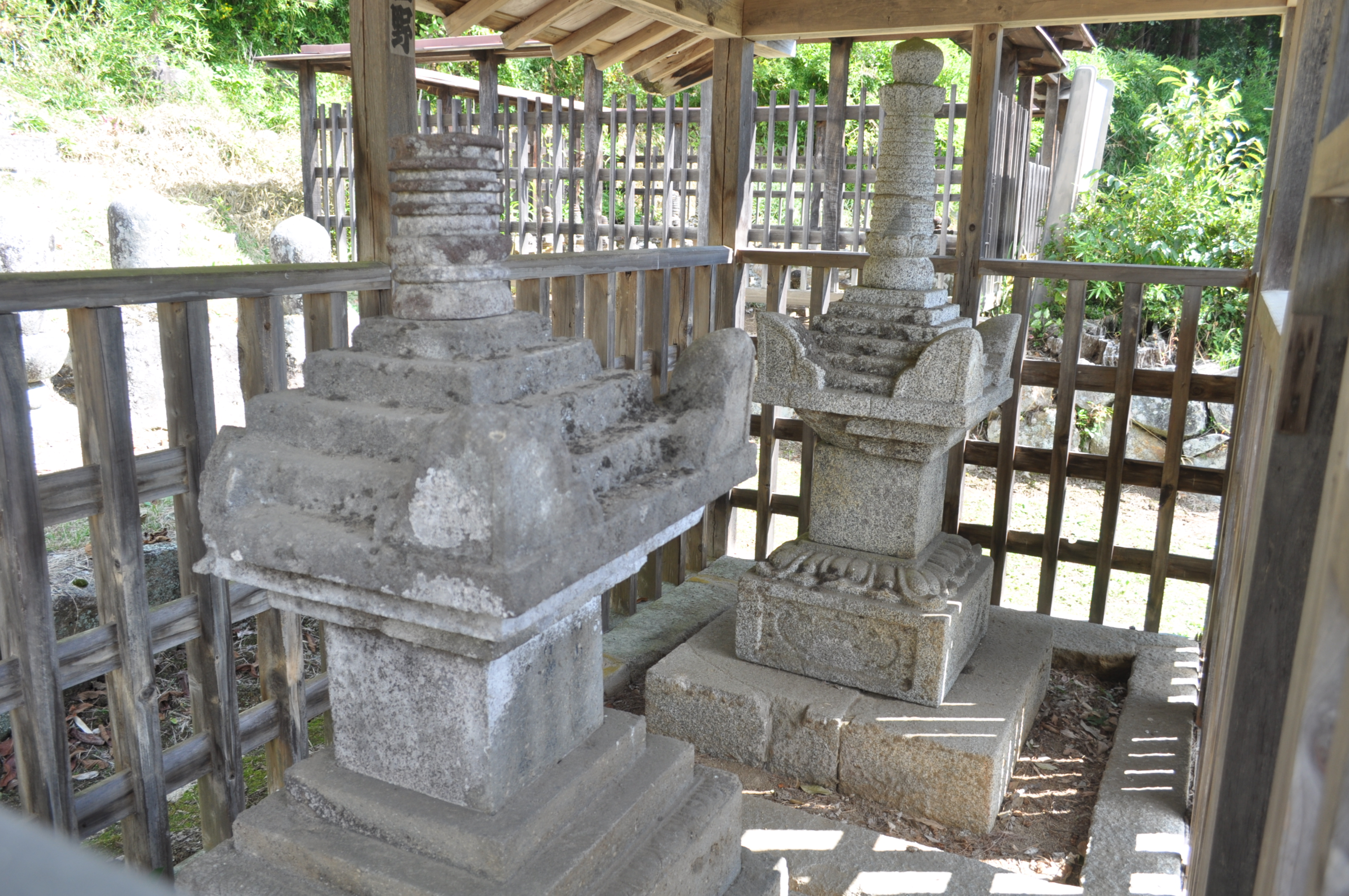
棲雲寺宝篋印塔（右側 県指定有形文化財 2017年10月9日撮影）
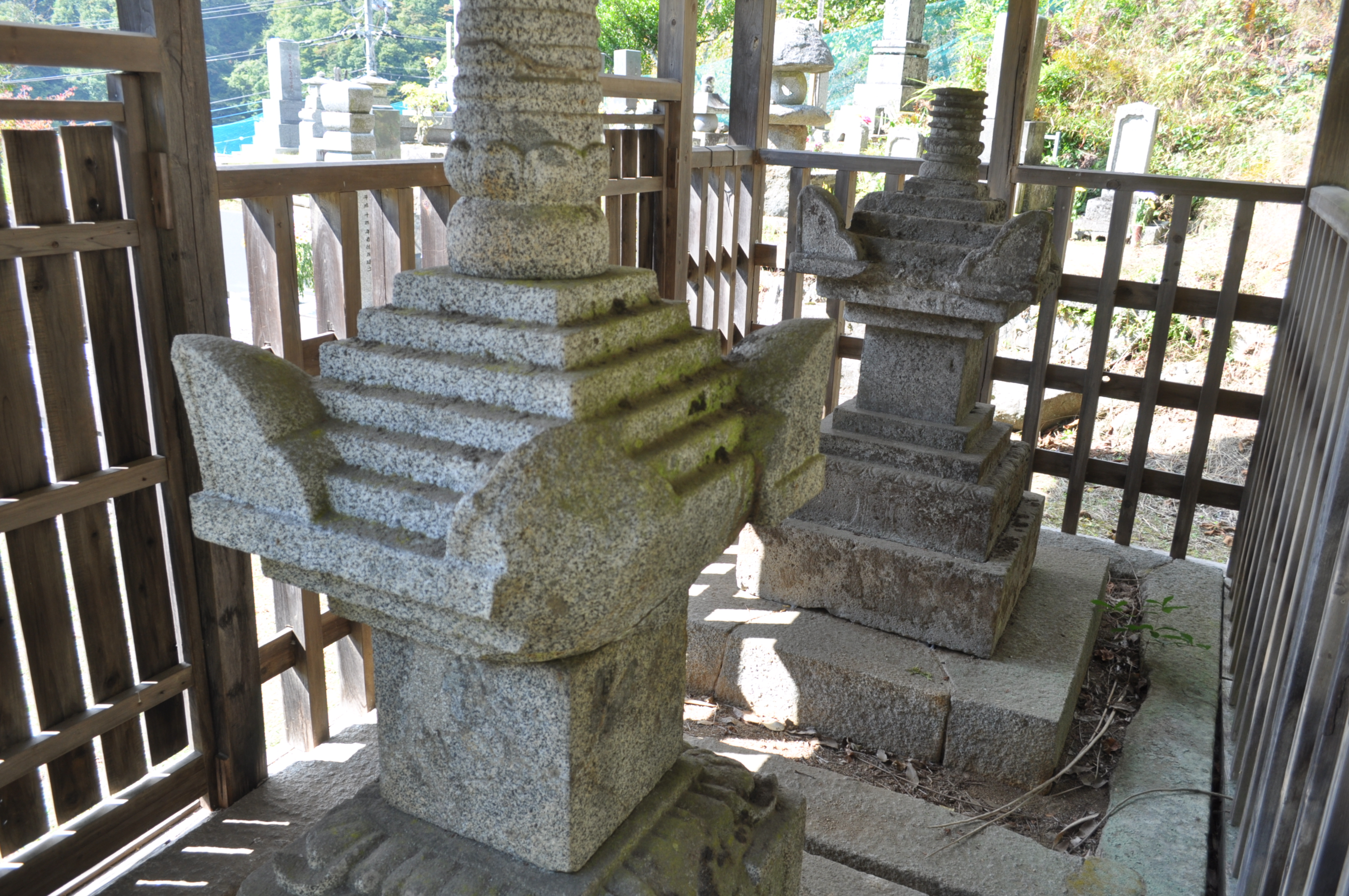
棲雲寺開山宝篋印塔（右側 県指定有形文化財 2017年10月9日撮影）
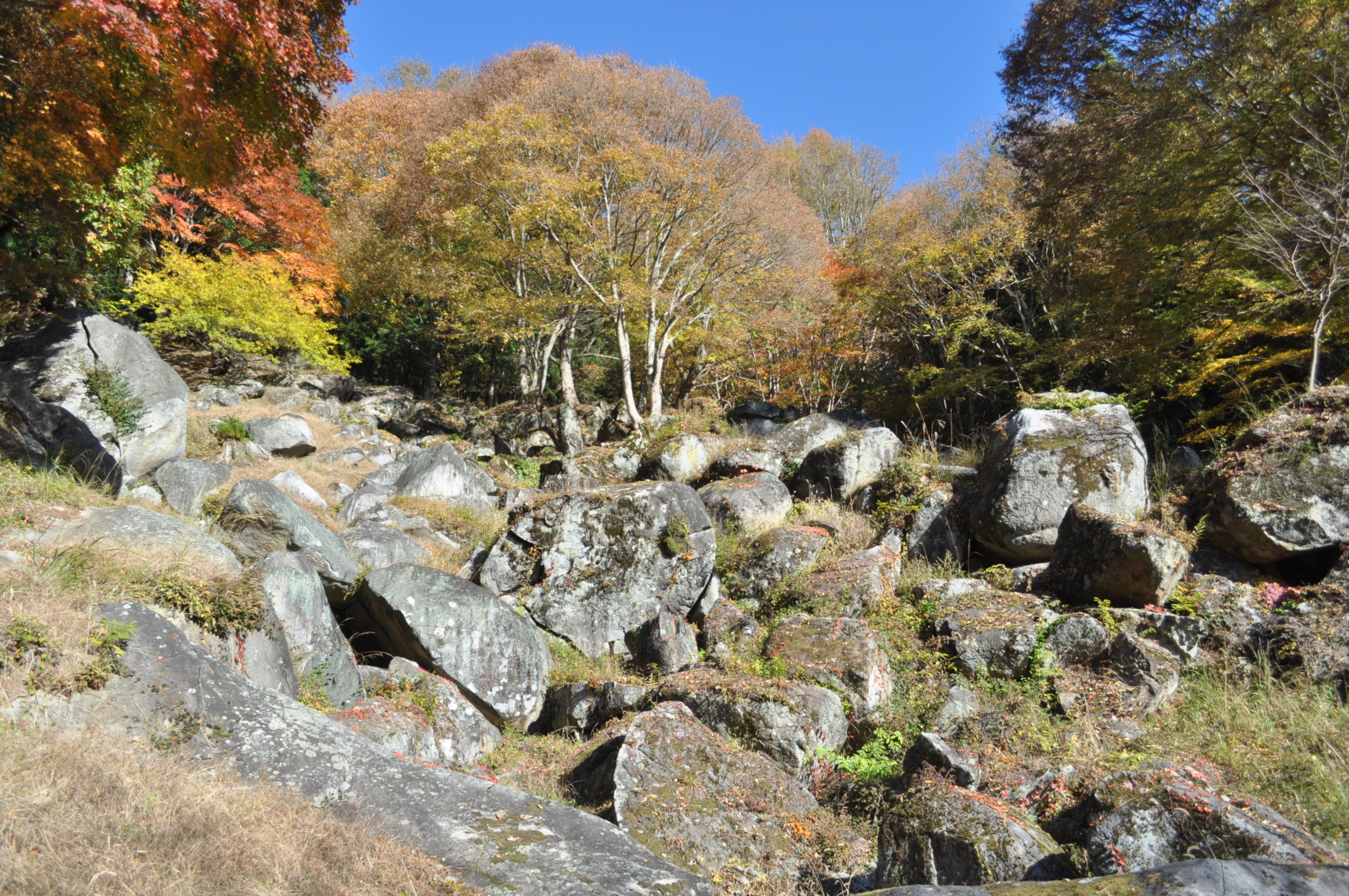
庭園（石庭 県指定名勝 石庭会館から望 2017年11月7日撮影）
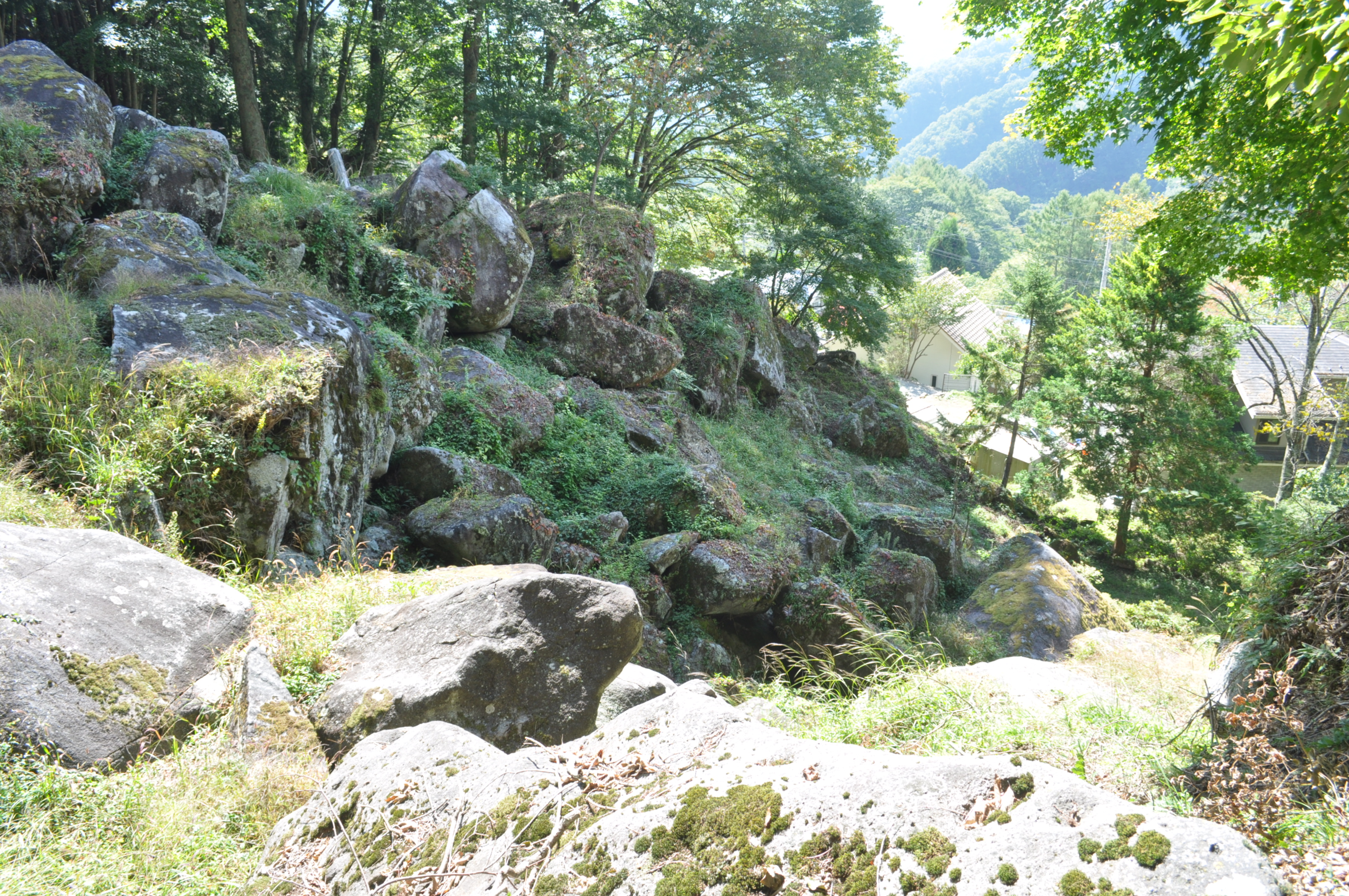
庭園（同左、西側から見る 2017年10月9日撮影）
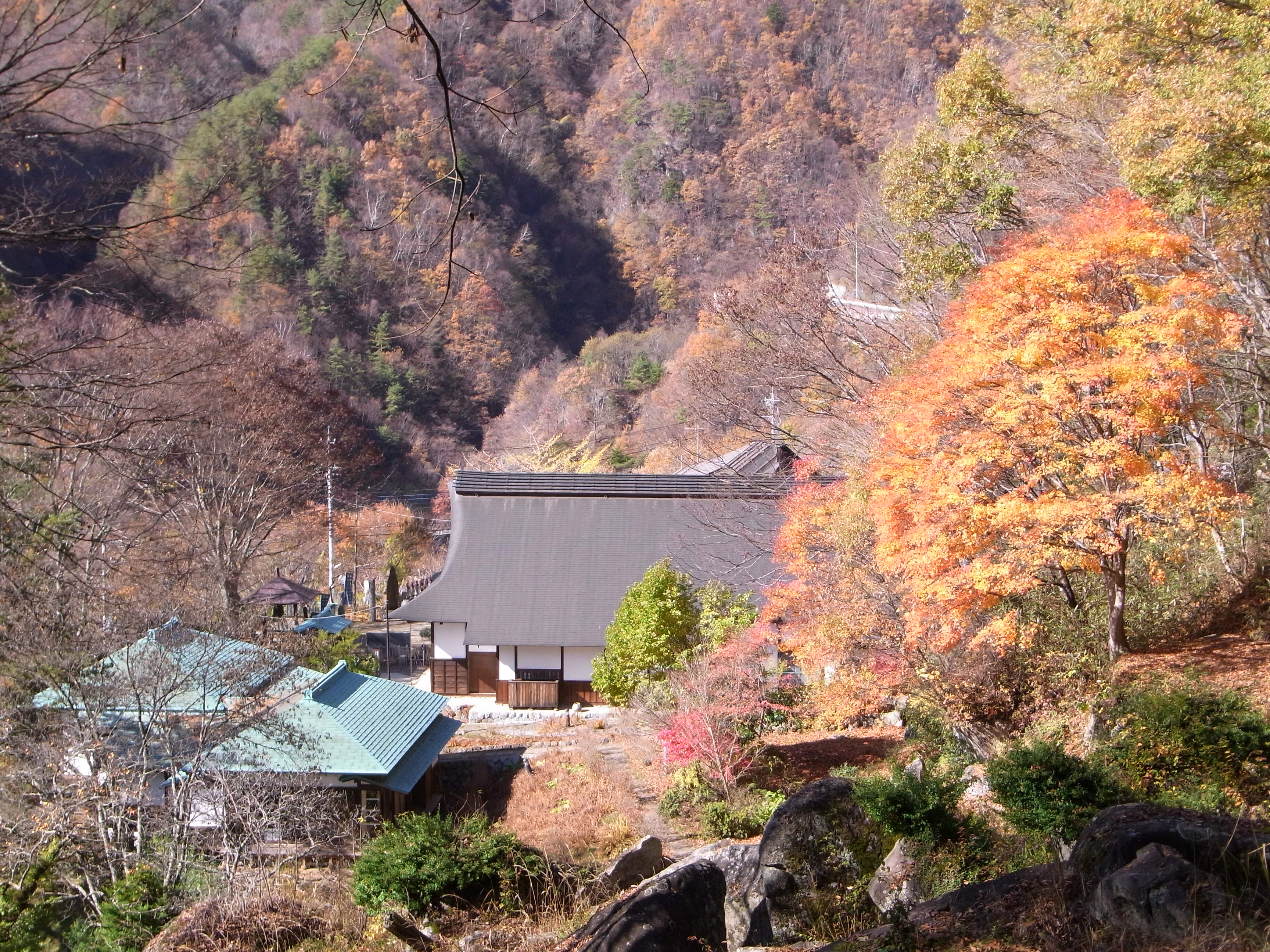
石庭からの眺め
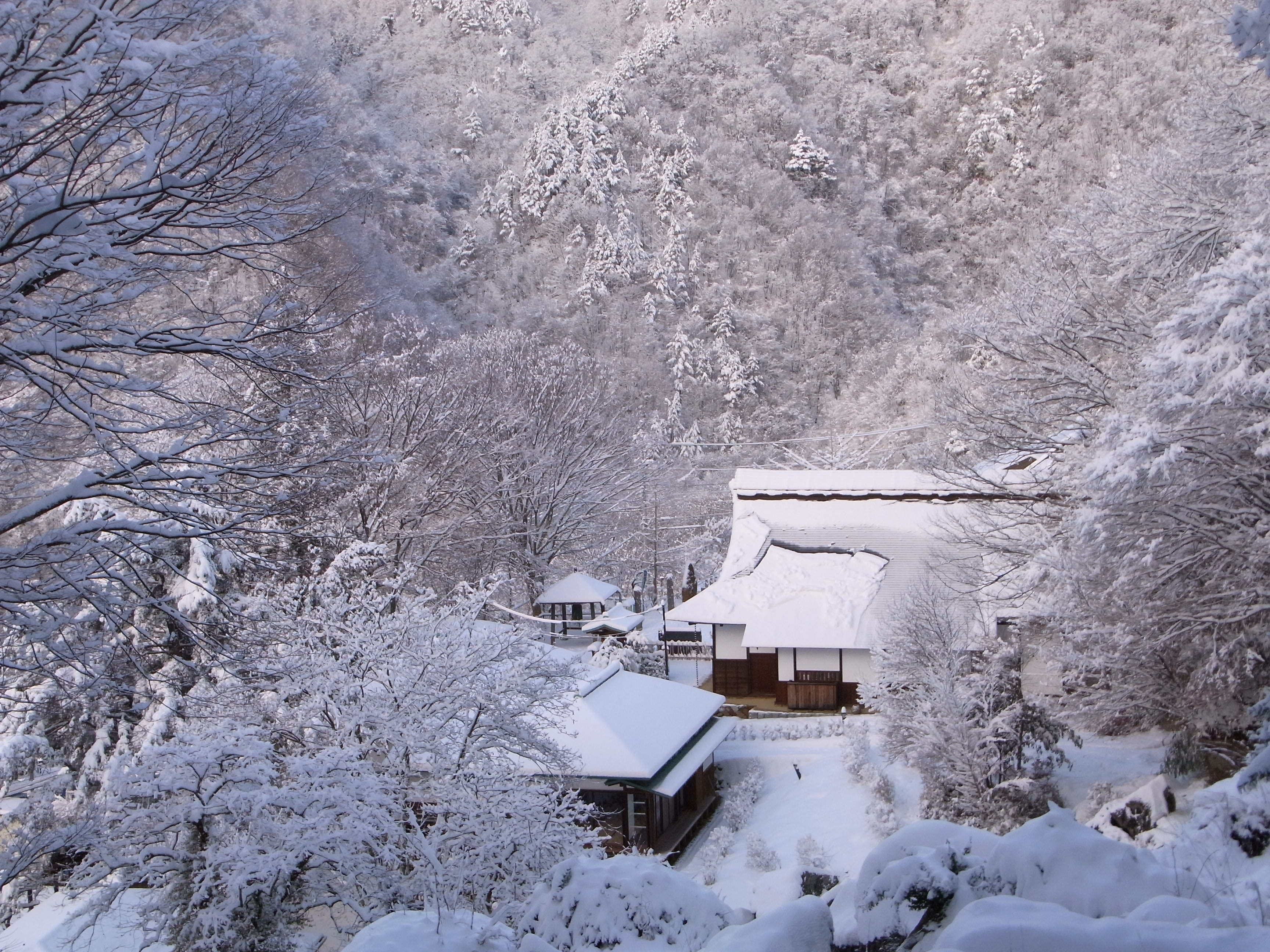
同左、雪景色
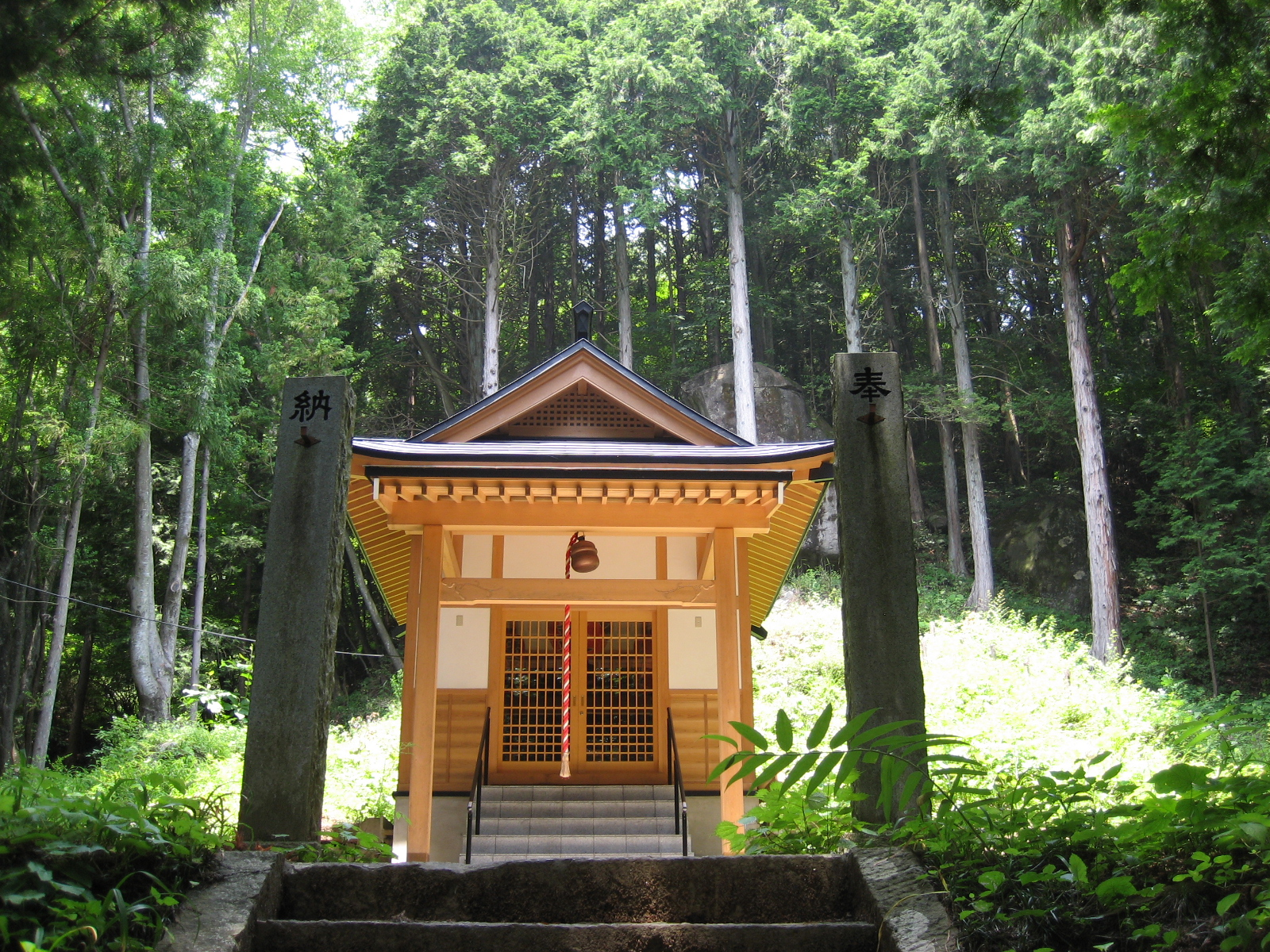
摩利支天
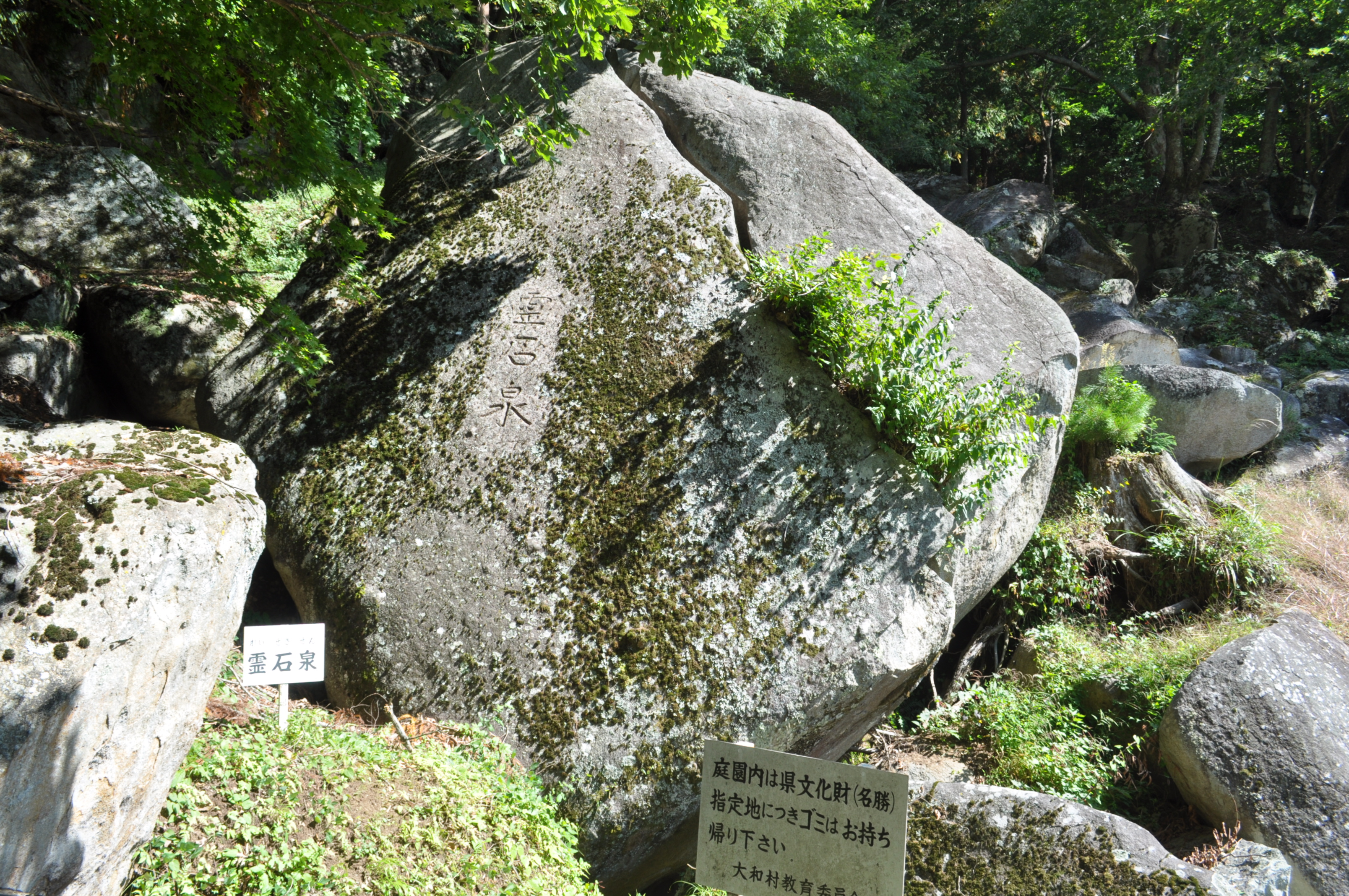
地蔵菩薩磨崖仏（県指定有形文化財 2017年10月9日撮影）
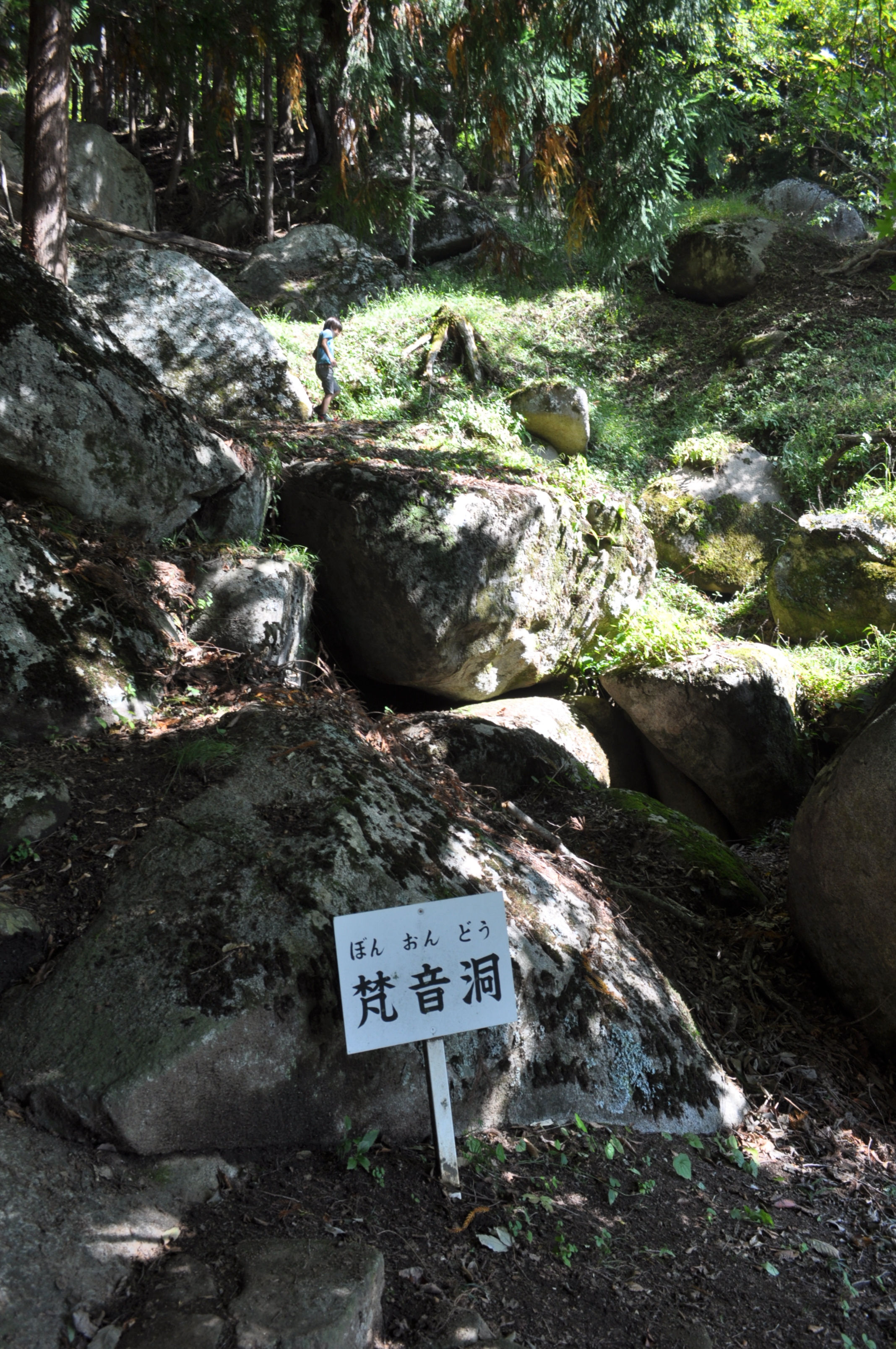
梵音洞（2017年10月9日撮影）
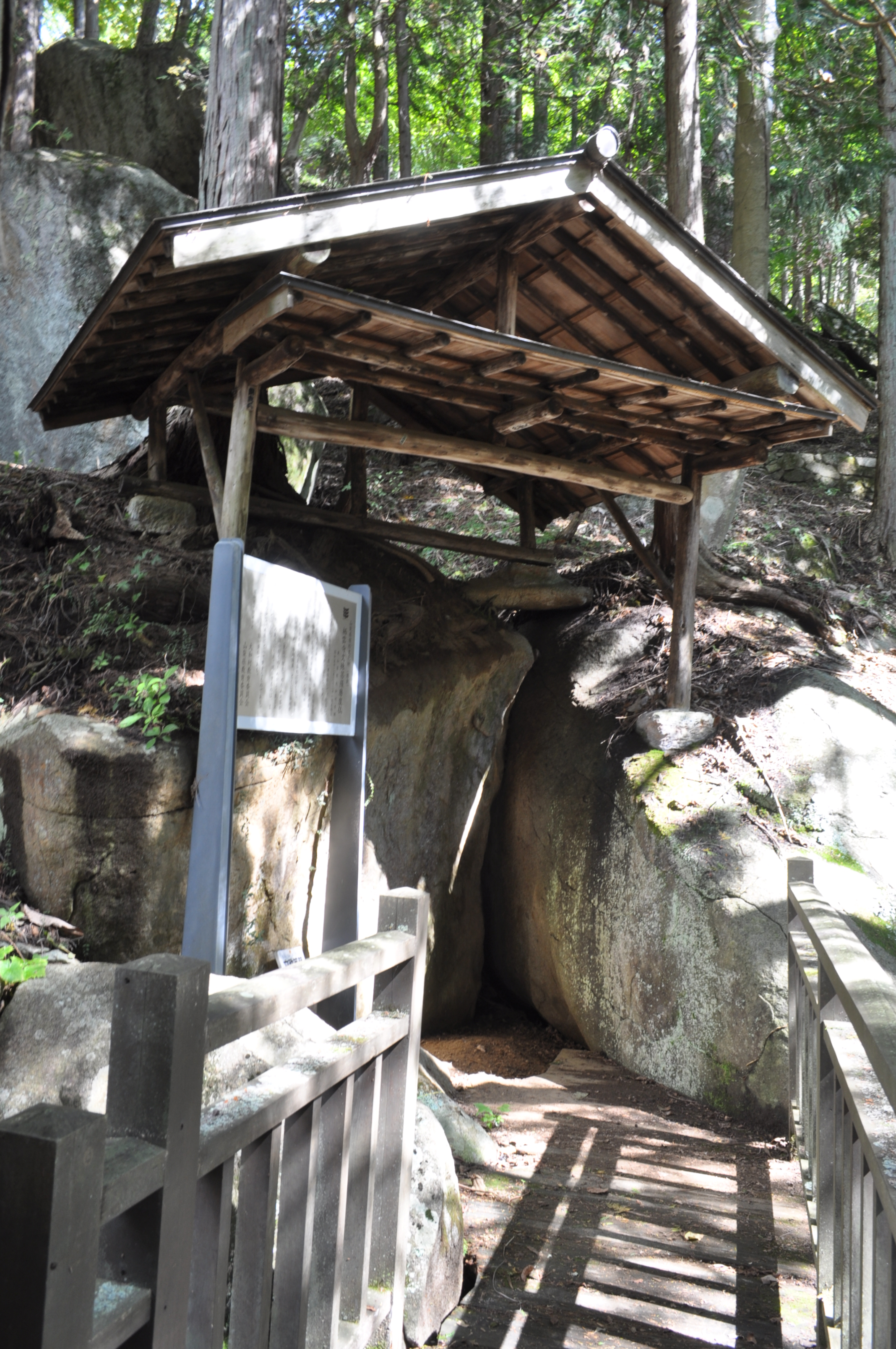
文殊菩薩磨崖仏（県指定有形文化財 2017年10月9日撮影）
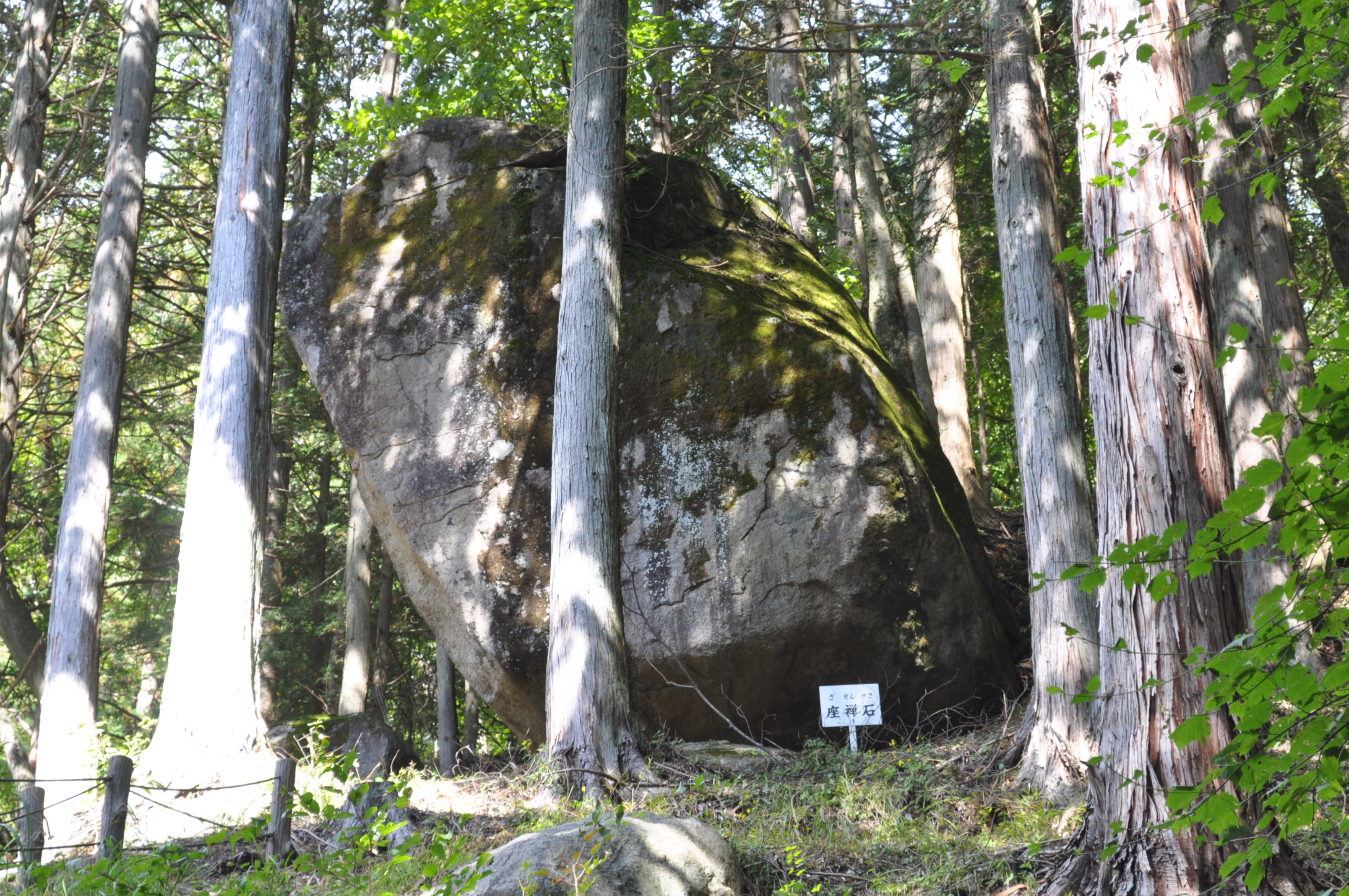
座禅石（2017年10月9日撮影）
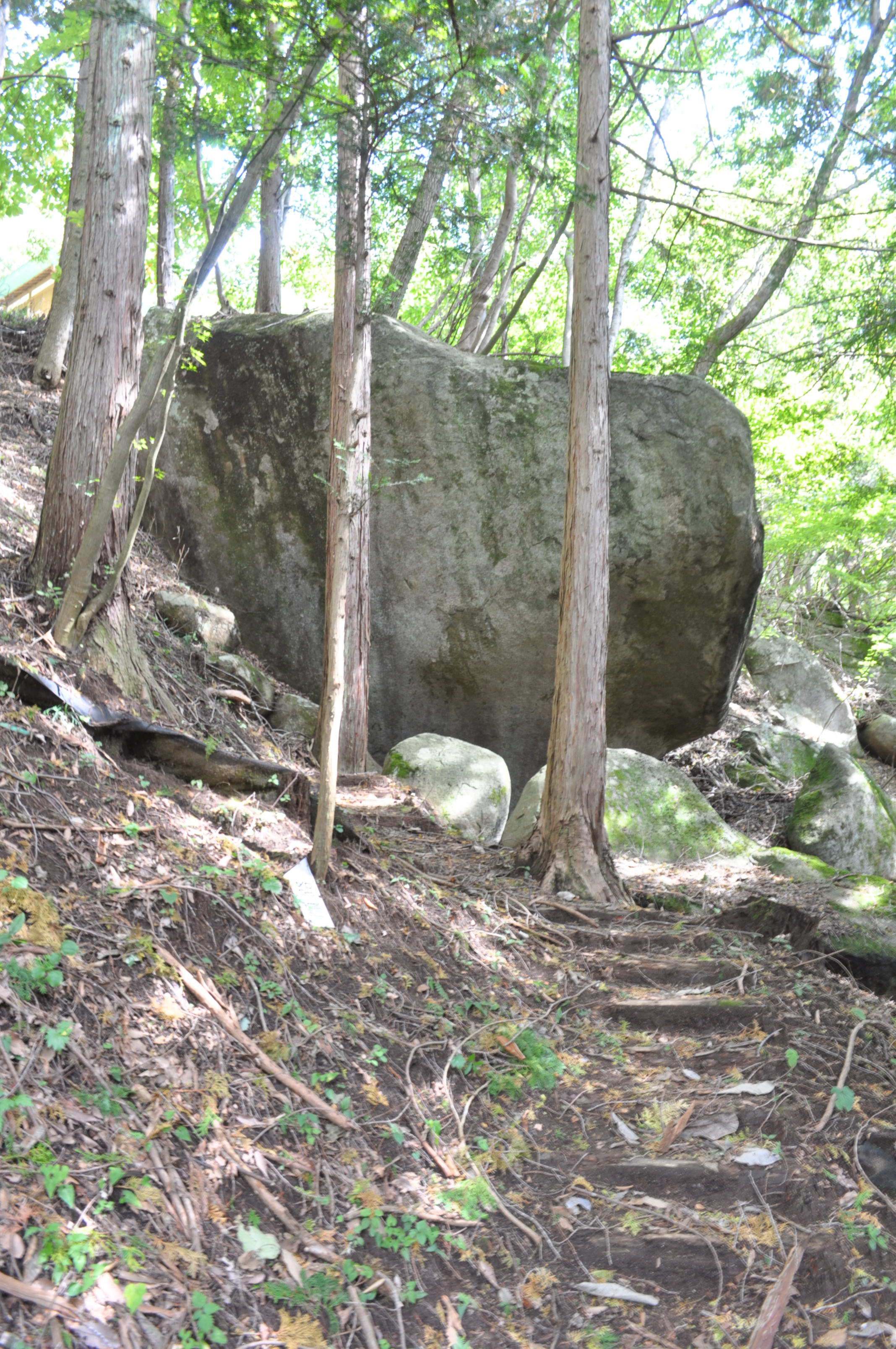
念怒石（2017年10月9日撮影）

## 交通
- 鉄道 - JR中央線 - 甲斐大和駅下車、路線バス乗車
- 路線バス - 甲州市市民バス 甲州市（塩山、勝沼、大和）縦断線 天目（栖雲寺）行 - 天目（栖雲寺）停留所下車、徒歩3分